# Pirmasens
Pirmasens is een Kreisfreie Stadt in de Duitse deelstaat Rijnland-Palts. De stad telt 40.176 inwoners (31 december 2020) op een oppervlakte van 61,37 km². 

## Ligging
Pirmasens ligt ten zuiden van Kaiserslautern en ten oosten van Saarbrücken. De stad was ooit het centrum van de Duitse schoenindustrie, maar heden ten dage  behoort de regio tot de economisch zwakste van Duitsland.
Pirmasens ligt in geaccidenteerd terrein (259-446 m boven de zeespiegel). De stad beroemt zich erop, evenals Rome op zeven heuvels te zijn gebouwd. Enkele daarvan hebben opvallende namen, zoals Horeb,  Blocksberg (bij het Winzler Viertel), Schachen en Husterhöhe (waar de Amerikaanse kazernes hebben gestaan). Door de gemeente stromen enkele beken, die alleen van belang zijn voor de waterhuishouding en omdat de beken en hun oevers ecologisch waardevol zijn. 
Pirmasens behoort tot de regenrijkste steden van Duitsland, met relatief weinig verschil in hoeveelheden regenval tussen de diverse maanden van het jaar. 
Pirmasens wordt in het zuiden begrensd door de Verbandsgemeinde Pirmasens-Land,  een samenwerkingsverband van de tien rondom Pirmasens gelegen plattelandsgemeentes. Deze Verbandsgemeinde wordt bestuurd vanuit  een kantoor in de stad Pirmasens. In het noordoosten grenst de stad aan de Verbandsgemeinde Rodalben ( o.a. aan de stad Rodalben) en de Verbandsgemeinde Thaleischweiler-Wallhalben ( o.a. Höheischweiler en Petersberg in het noorden en noordwesten).

## Delen van Pirmasens
Weergegeven in de richting van de wijzers van de klok, gezien vanuit het stadscentrum.
- De stadskern (Kernstadt)
- Husterhöhe en het ten zuiden daarvan gelegen Bambusch, ten N van de stad
- Sommerwald, een stadswijk ten NO van het centrum
- Horeb, een stadswijk op de heuvel Horeb direct ten O van het centrum
- Ruhbank O
- Kirchberg, een stadswijk direct ten Z van het centrum
- Erlenbrunn Z, iets ten O van Niedersimten
- Niedersimten Z
- Winzler Viertel, een stadswijk direct ten WZW van het centrum
- Winzeln WZW
- Erlenteich, een stadswijk tussen Winzeln en de binnenstad
- Gersbach W
- Windsberg, ten W van Gersbach
- Hengsberg NW
- Schachen, een stadswijk ten NW van het centrum
- Fehrbach, ten NNW van de stad

Officieel bestaat Pirmasens uit 8 Ortsbezirke (stadsdistricten). Zie voor een situatiekaartje de website van de gemeente: .
Dit zijn:
- de Kernstadt, incl. Husterhöhe, Sommerwald, Horeb, Kirchberg, Ruhbank, Winzler Viertel, Erlenteich en Schachen
- Erlenbrunn (1.474)
- Niedersimten (1.087)
- Winzeln (1.896)
- Windsberg (693)
- Gersbach (1.412)
- Hengsberg (480)
- Fehrbach (1.469)

Tussen haakjes het aantal inwoners, als vermeld op de aan de 7 Ortsbezirke gewijde pagina's op de gemeentewebsite. Peildatum: december 2022.

## Verkeer en vervoer
De belangrijkste verkeersaders zijn de A8 (afrit 36 Pirmasens-Winzeln), de A62, die hier overigens slechts een autoweg met 2x1 rijstrook is en de langs het noorden van Pirmasens lopende B10. Een andere uitvalsweg in noordelijke richting richting Kaiserslautern is de Bundesstraße 280.
In de stad ligt het station Pirmasens Hauptbahnhof. Het ligt aan een doodlopende, 6½ km lange spoorlijn naar station Pirmasens Nord, dat overigens in een andere gemeente ligt, namelijk Thaleischweiler-Fröschen. Van daar rijden stoptreinen in verschillende richtingen, o.a. naar Kaiserslautern Hauptbahnhof. Tussen 1905 en 1943 werd de stad bediend door een tramlijn en tussen 1941 en 1967 door een trolleybus. Pirmasens is begin- en eindpunt van talrijke stads- en streekbuslijnen, waarvan de meeste niet op zaterdag of op zon- en feestdagen rijden en in sommige gevallen ook niet buiten de spitsuren.

## Economie
Pirmasens is na de sluiting van de schoenfabrieken geconfronteerd met grote werkloosheid. Maar een aantal schoenfabrieken, waaronder de oudste van Duitsland Peter Kaiser, heeft er nog een kantoor, of research- of marketingafdeling. Ook een aantal toeleveringsbedrijven voor de schoenindustrie, die o.a. lijm voor schoenzolen en leesten maakten, zijn in vernieuwde vorm blijven bestaan, vaak als klein, gespecialiseerd bedrijf. De belangrijkste fabrieken, die in 2020 te Pirmasens stonden, produceerden plastics, lijm en metalen machine-onderdelen. Een regionale supermarktketen, Wasgau, heeft in stadsdeel Winzeln zijn hoofdkantoor. Pirmasens beschikt verder over een middelgrote bierbrouwerij.
Doordat de stad bestuurszetel is van de Landkreis Südwestpfalz en de Verbandsgemeinde Pirmasens-Land (waartoe de stad zelf overigens niet behoort), is er ook sprake van aanzienlijke werkgelegenheid in de dienstensector.
Het toerisme is beperkt tot fiets- en vooral wandelmogelijkheden vanuit de soms fraai in het heuvelland gelegen dorpjes om de stadskern heen. Zie: Paltserwoud.

## Geschiedenis

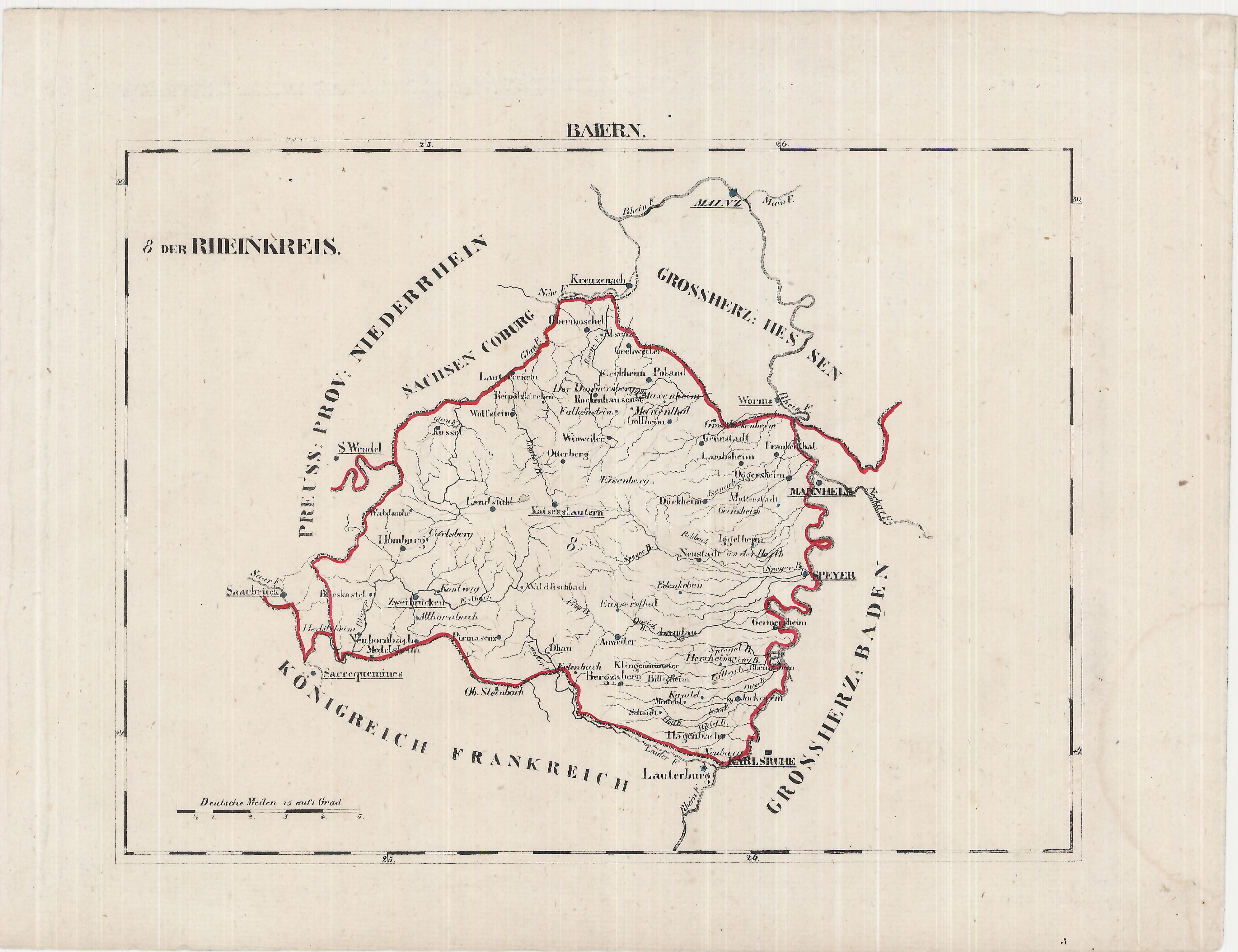
Kaart van de Beierse Palts (1830). Pirmasenz ligt in het uiterste zuiden.
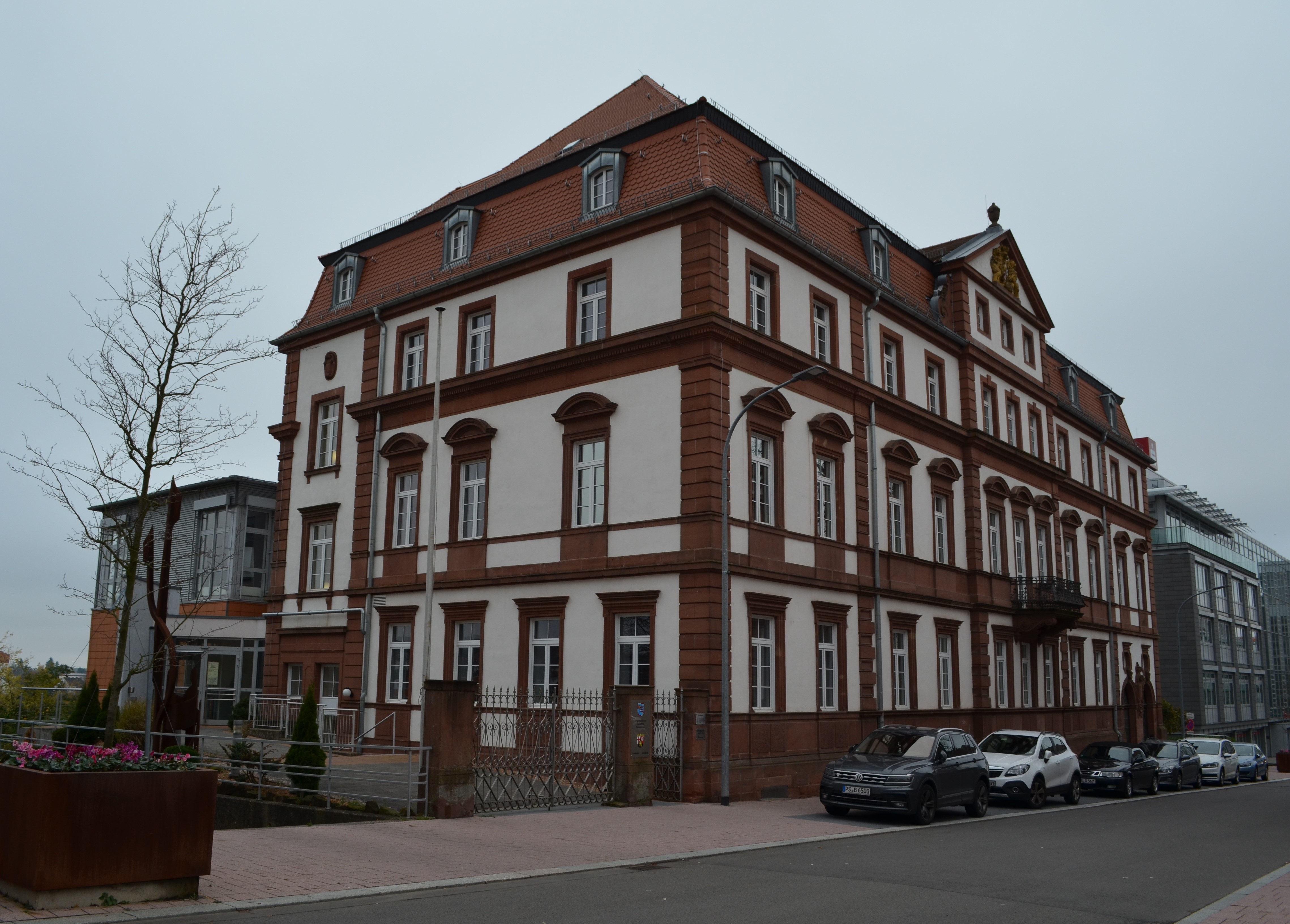
Bestuurskantoor (Bezirksamt, bouwjaar 1883) van de Verbandsgemeinde Pirmasens-Land, Bahnhofstraße 19, Pirmasens
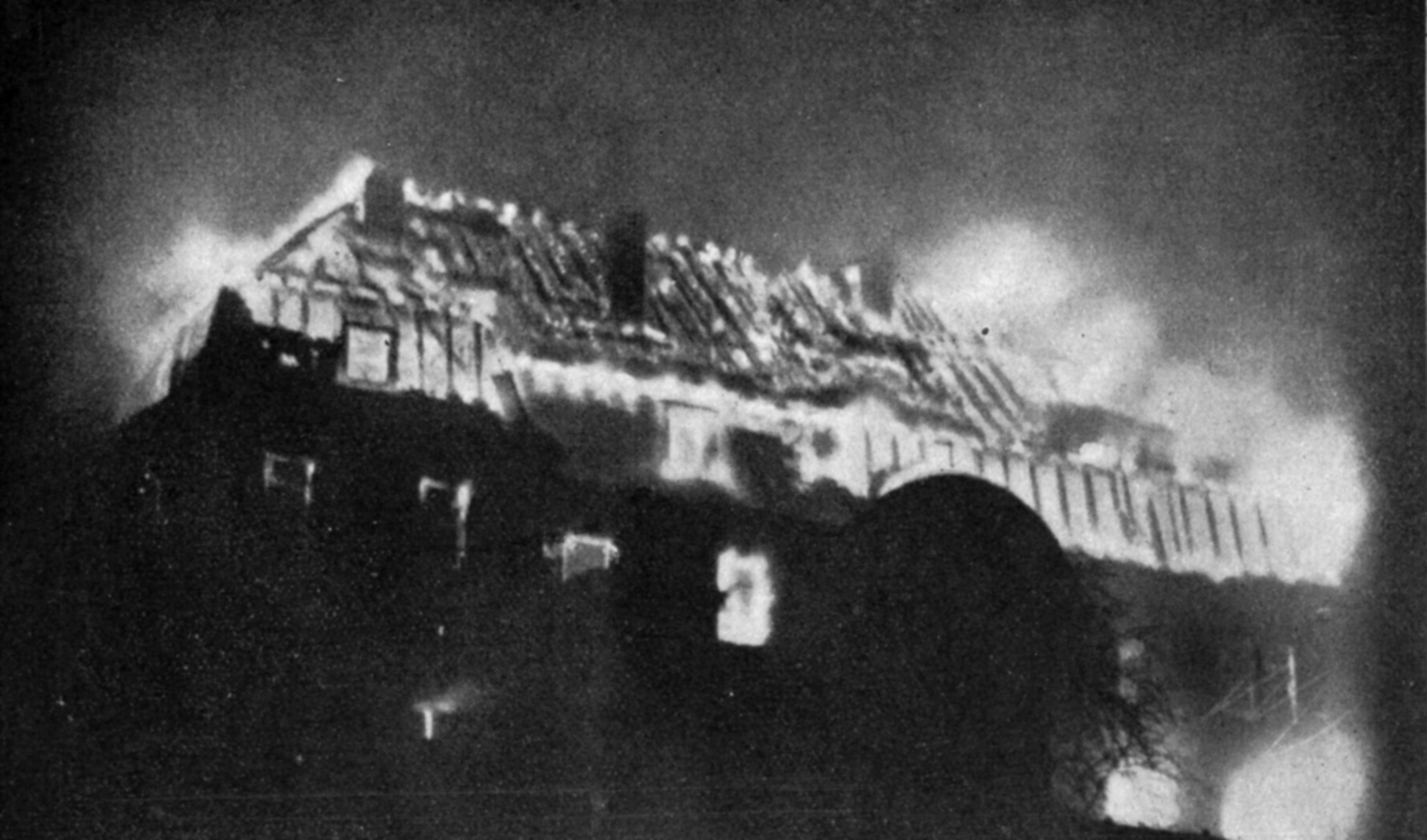
Ditzelfde gebouw, brandend, na het oproer op 12 februari 1924
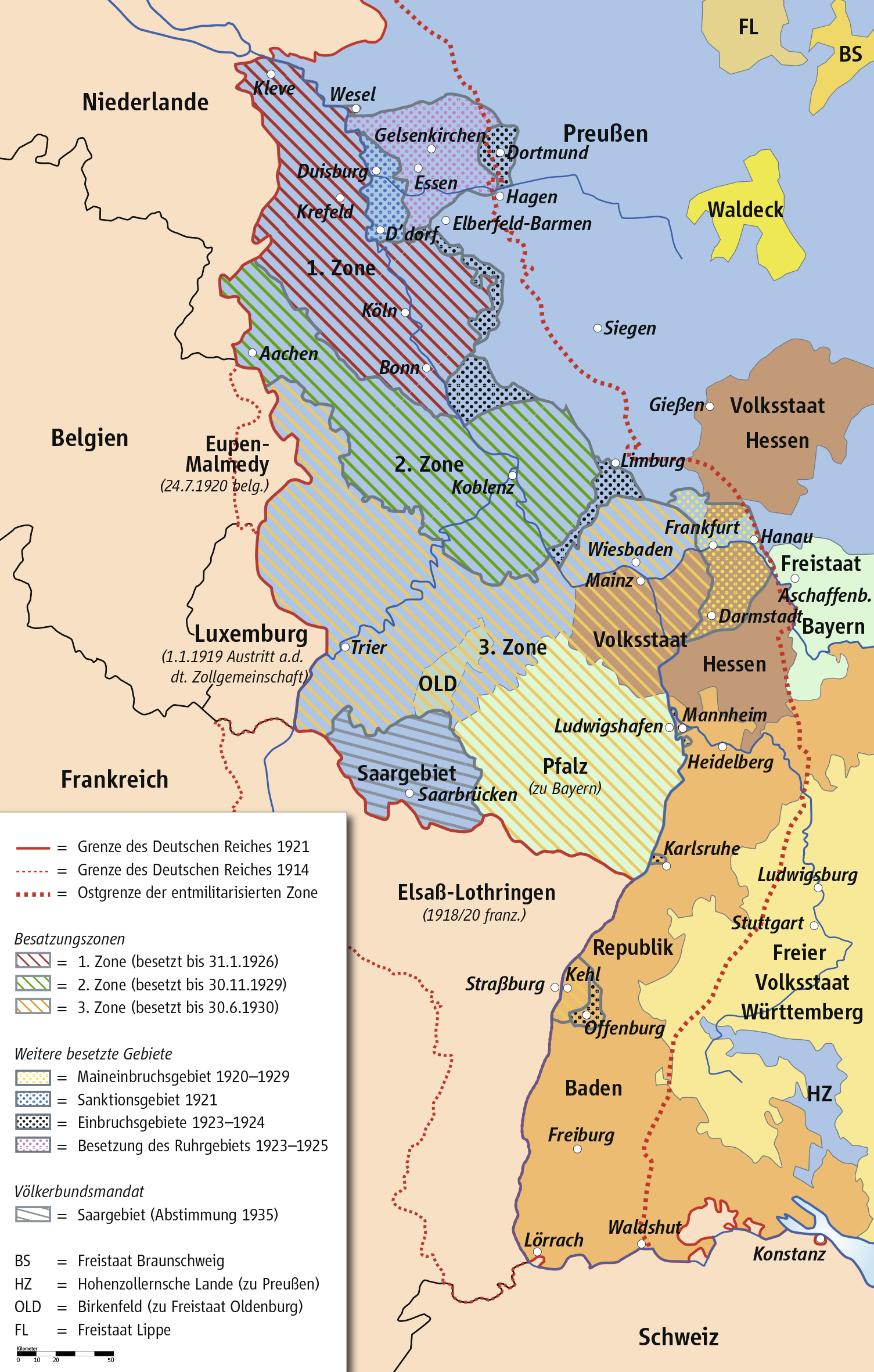
Kaart Bezetting Rijnland na WO I; de Palts (bij Beieren) is bleekgroen-geel gearceerd.
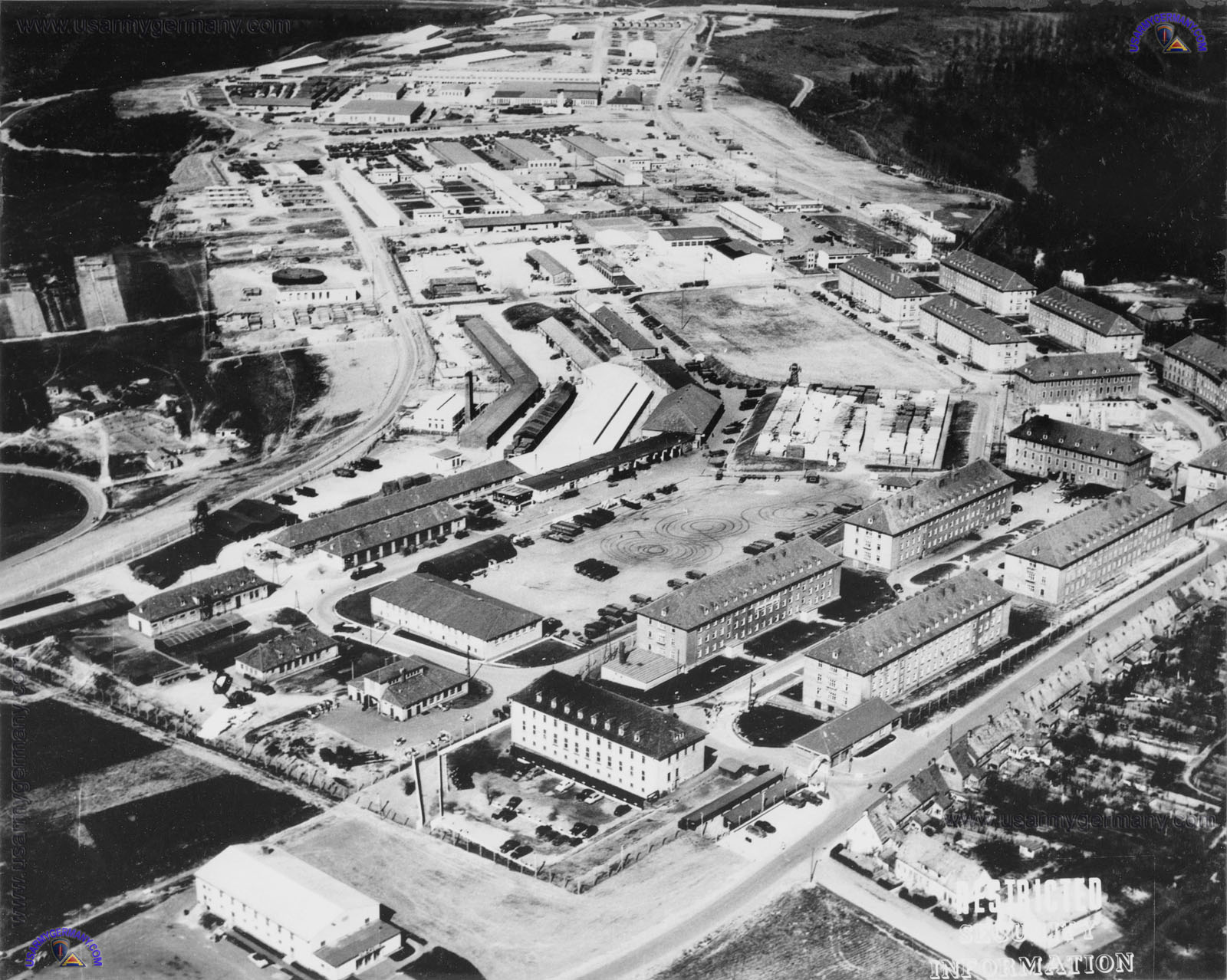
De Husterhoeh-kazerne van de Amerikaanse strijdkrachten, 1953
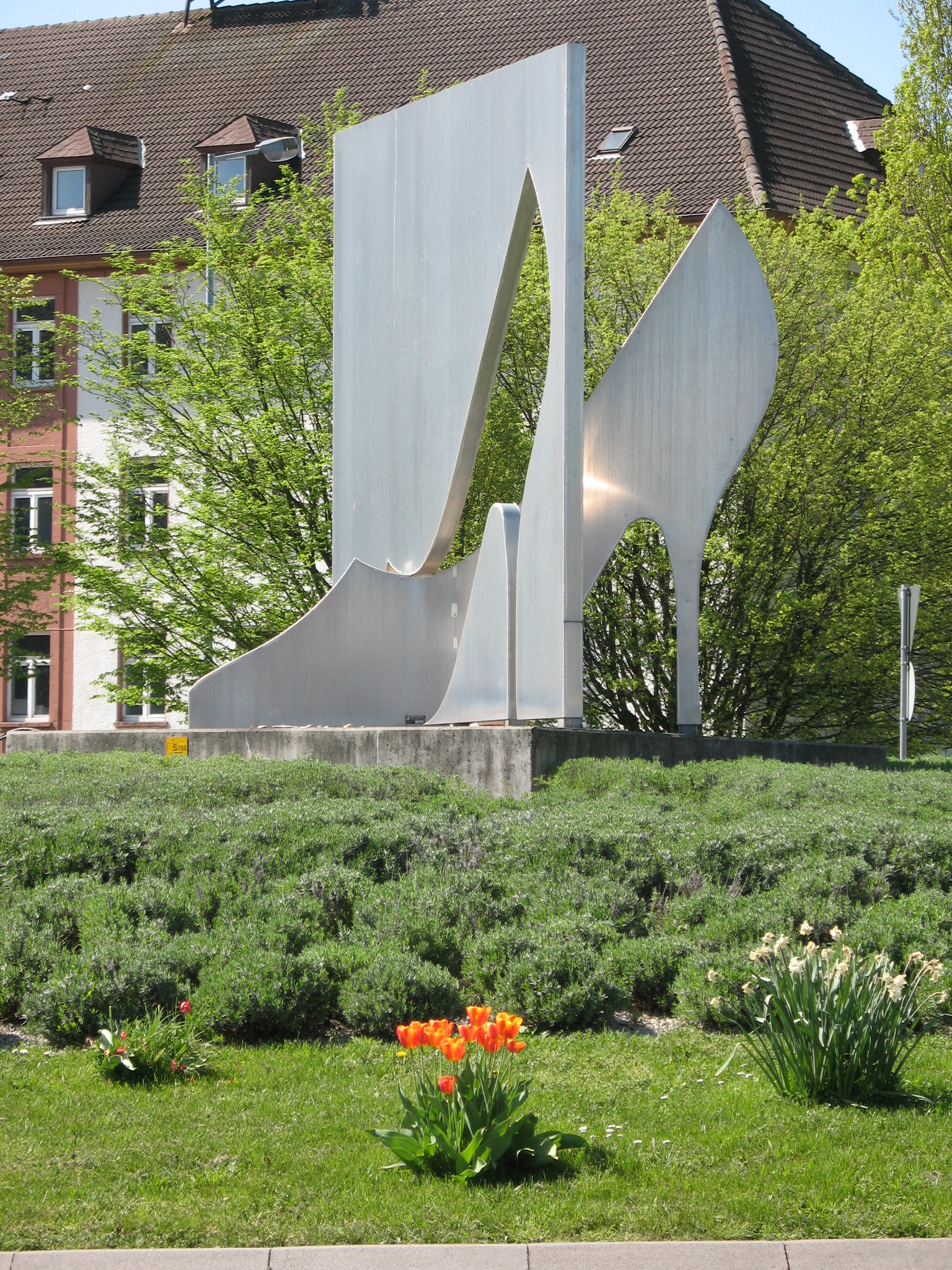
Kunstwerk De zilveren schoen, aan de weg naar Rodalben, een herinnering aan de schoenindustrie te Pirmasens

Bij Erlenbrunn zijn 10 grafheuvels ontdekt, die bewijzen, dat het gebied in de Jonge Steentijd en de IJzertijd reeds bewoond was. Wellicht hebben Kelten hier in de laatste eeuwen vóór het begin der jaartelling een bosgod Vosegus of Vosagus vereerd.
De stad dankt haar naam aan de 8e-eeuwse heilige Pirminius, aan wie er een kerk gewijd is. Deze bevat een reliekschrijn met daarin een deel van Pirminius' schedel.
Pirminius, die in 753 overleed in het ten westen van Pirmasens gelegen stadje Hornbach, is ook de beschermheilige van Pirmasens. Pirminius had rond 741 te Hornbach een belangrijk benedictijnenklooster gesticht. In de 9e eeuw had dit klooster grote bezittingen in deze streek. Rond 860 duikt de naam Pirmiseusna op in een document; wellicht was dit een varkensboerderij van klooster Hornbach. Dit wordt als de oudste vermelding van Pirmasens in een document beschouwd. In de eeuwen daarna bleef Pirmasens in bezit van dit klooster, maar stond onder landvoogdij van steeds wisselende wereldlijke heren, meest graven of hertogen.
In de 16e eeuw kwam de streek, waar Pirmasens in lag, in bezit van het Graafschap Hanau-Lichtenberg. Graaf Philips IV van dit graafschap voerde in de 16e eeuw de Reformatie door; sedertdien is de meerderheid van de christenen in het gebied evangelisch-luthers. Dit leidde, mede in verband met een conflict om het naburige graafschap Zweibrücken-Bitsch tot een conflict met de rooms-katholieke hertog Karel III van Lotharingen, dat leidde tot een Lotharingse bezetting van Pirmasens van 1572 tot plm. 1606.
Pirmasens was na de rampzalige Dertigjarige Oorlog en nog meer oorlogsgeweld in de 17e eeuw verworden tot een slechts enkele honderden inwoners tellend dorp. Graaf Johann Reinhard III was een groot liefhebber van de jacht, en liet bij Pirmasens rond 1722 een jachtslot bouwen. In het midden van de  18e eeuw begon de eerste bloeiperiode,  toen Pirmasens residentie van het Graafschap Hanau-Lichtenberg werd. Dat ging in 1736 op in het Landgraafschap Hessen-Darmstadt. In 1763 verleende  graaf Lodewijk IX van Hessen-Darmstadt aan de plaats stadsrechten. Lodewijk IX was ook de eerste, die te Pirmasens garnizoenen van zijn soldaten vestigde, en de stad om die reden sterk liet uitbreiden. 
Op 14 september 1793, tijdens de Eerste Coalitieoorlog, vond bij Pirmasens een veldslag tussen Franse en Pruisische troepen plaats. De Pruisen wonnen de slag. Door onenigheid tussen de Pruisen en de met hen verbonden Oostenrijkers wisten de Fransen Pirmasens eind november 1793 opnieuw te bezetten.  Van 1798 tot 1814 lag de stad vervolgens in Frankrijk, na de val van Napoleon korte tijd in Oostenrijk en vanaf 1 mei 1816 in het Koninkrijk Beieren. In 1790 was het garnizoen weggetrokken, en veel soldaten bleven werkloos in de stad achter. Als bijverdienste begonnen velen van hen ( die al eerder toestemming hadden gekregen, zich het ambacht van schoenlapper eigen te maken) eenvoudige schoenen te maken, soms door hun eigen laarzen ervoor te versnijden; deze goedkope schoenen verkochten goed. Dit was het begin van de latere schoenindustrie van Pirmasens. 
De tweede bloeiperiode begon na 1871, toen Pirmasens aansluiting had verkregen op het spoorwegnet. Er kwam een grote industriële ontwikkeling, vooral in de productie van schoenen op gang, en de stad had rond 1905 al tussen de 30.000 en 40.000 inwoners. In 1871 was door de Duitse overwinning in de Frans-Duitse Oorlog het economische achterland van Pirmasens groter geworden; Elzas-Lotharingen was Duits geworden. Formeel bleef de streek rond Pirmasens overigens tot 1946 Beiers; door de integratie, ook van Beieren, in het Duitse Keizerrijk was de betekenis van het Beierse bestuur niet zeer groot.
Van 1882 tot 1996 was te Pirmasens  de zeer grote schoenenfabriek van de firma Rheinberger  gevestigd. Hier werkten rond 1950 circa 2.500 mensen.  Het grootste van de fabriekspanden van Rheinberger is na een renovatie als techniekmuseum (Dynamikum) in gebruik genomen. Ook andere bedrijven in de schoenenbranche hadden te Pirmasens in de periode 1890-1970 een grote fabriek. De voormalige bedrijfspanden drukken nog steeds hun stempel op het, aan historische, bouwkundige monumenten verder niet zeer rijke, stadsbeeld; verscheidene van deze gebouwen zijn als industrieel erfgoed blijven staan. In 1914 bestonden in de stad Pirmasens 240 schoenfabrieken met 14.000 werknemers.
Na de Eerste Wereldoorlog was de Palts tot juni 1930 door Franse troepen bezet. Er waren, vooral na de crisis rond de Hyperinflatie in de Weimarrepubliek in 1923, anti-Franse en anti-Beierse separatistische groeperingen in dit gebied ontstaan, die in 1923-1924 een greep naar de macht deden in een poging, een weliswaar Duitse, maar van de regering te Berlijn onafhankelijke en pro-Franse republiek Rijnland in het leven te roepen. Deze separatisten slaagden er in het najaar van 1923 inderdaad in, om een deel van het gebied, waaronder vanaf 29 november ook Pirmasens, in handen te krijgen, maar hadden te weinig steun onder de politiek overwegend rechts-nationalistische, anti-Franse bevolking om stand te kunnen houden. De ondergang van deze separatistische beweging culmineerde in een ernstig incident op 12 februari 1924 in Pirmasens. De separatisten hadden zich verschanst in het districtskantoor aan de Bahnhofstraße in de stad. Een woedende volksmenigte bestormde het gebouw, na door de separatisten te zijn beschoten. Franse bezettingstroepen waren niet aanwezig. Het gebouw werd in brand gestoken, en bij het daarop volgende gevecht vielen 16 doden onder de separatisten en 7 onder de Duitsers. Alleen deze laatsten werden vervolgens op een door de nazi's na de herbouw van het kantoor onthuld gedenkteken herdacht; op het verwijderen van het hakenkruis na, is dit omstreden monument nog steeds in het gebouw aanwezig. 
In de periode van Adolf Hitlers Derde Rijk, en ook in de tien jaren daarvóór had diens NSDAP relatief veel aanhang bij de Pirmasensers, die het naburige Frankrijk als directe bedreiging van hun veiligheid beschouwden, en die van het nazi-regime economische vooruitgang verwachtten. De vervolging van de joden in de stad, van wie het aantal enige honderden had bedragen, was fel. Bij de Kristallnacht op 9 november 1938 werd de synagoge door brand verwoest. Bijna alle joden uit Pirmasens kwamen uiteindelijk om in de Holocaust. Een prominent nazi en antisemiet uit deze regio was Josef Bürckel, die vermoedelijk al op de achtergrond aanwezig was geweest bij de moordpartij in het districtskantoor in februari 1924.
In de Tweede Wereldoorlog werd Pirmasens enige malen door geallieerde vliegtuigen gebombardeerd. De zwaarste bombardementen, waarbij veel mensen om het  leven kwamen, waren op 9 augustus 1944 en op 15 april 1945. Precies een week later veroverden Amerikaanse troepen het grotendeels verwoeste Pirmasens.
Tot plm. 1997 was Pirmasens een belangrijke  garnizoensstad  van het leger van de Verenigde Staten. Vanaf 1945 tot plm. 1990 waren er soms wel 10.000 Amerikanen op het meer dan 1.800 hectare grote militaire complex Husterhöh gestationeerd. Een gedeelte van het complex is nog voor logistieke onderdelen van de Bundeswehr in gebruik, maar met veel minder soldaten dan voor 1997. Het vertrek van de Amerikanen, in combinatie met de ongunstige ligging en de dalende werkgelegenheid in de schoenindustrie, leidde tot een sterke daling van het aantal inwoners.  In 1950 telde Pirmasens ongeveer 60.000 inwoners, tegen rond 2020 nog slechts circa 40.000.

## Bezienswaardigheden
- Interactief techniekmuseum en science center  Dynamikum, direct ten westen van het stadscentrum
- Gebouw Forum Alte Post, het in 1893 gebouwde voormalige postkantoor,  met historisch museum, trouwzaal, evenementenhal enz.. Aan de kunstenaars Heinrich Bürkel en Hugo Ball zijn in het museum aparte zalen gewijd. Het gebouw staat niet ver van het station en iets ten noordwesten van het stadscentrum.

- Wegens de oorlogsverwoestingen in de Tweede Wereldoorlog bezit de stad maar weinig gebouwen van vóór 1950. Belangrijke historische en religieuze gebouwen zijn meestal na de oorlog ingrijpend gerenoveerd. Dit geldt o.a. voor de volgende gebouwen:
  - Het Nieuwe Raadhuis (bouwjaar 1879) aan de Exerzierplatz, het ronde plein dat in de 18e eeuw werd aangelegd voor exercities door de soldaten van Lodewijk IX van Hessen-Darmstadt, is van oorsprong een middelbare school (gymnasium). Toen het Oude Raadhuis in 1945 door bombardementsschade onbruikbaar was geworden, werd het tot 1962 voor een deel als school, en voor een ander deel als stadhuis gebruikt. Sinds de verhuizing van de school in 1962 is het uitsluitend nog het stadhuis.
  - Het Oude Raadhuis aan de Hauptstraße, de straat die van de Exerzierplatz zuidwaarts het stadscentrum uit loopt, dateert uit de tijd van de late Barok (plm. 1770-1774). Na het bombardement van april 1945 brandde het echter grotendeels uit, en alleen de oude voorgevel bleef behouden. Het gebouw heeft een boeiende geschiedenis. In het Alte Rathaus is het plaatselijke streekmuseum gevestigd.
  - De tussen 1897-1900 in de stijl der neogotiek gebouwde, rooms-katholieke St. Pirminiuskerk bevat een reliekschrijn met relieken van Sint Pirminius. Achter de kerk, in een speciaal graf, is de destijds zeer geliefde, bijna als een heilige vereerde priester Johann Michael Schang [6] bijgezet.
  - De evangelisch-lutherse Lutherkerk werd in 1758 voltooid, en bij de Amerikaanse bombardementen van 1944 en 1945 grotendeels verwoest. De herbouw na de Tweede Wereldoorlog werd  in 1960 afgerond met het herplaatsen van een kruis bovenop de kerktoren, door de bemanning van een Amerikaanse militaire helikopter, als teken van Amerikaans-Duitse verzoening. Bijzonder is, dat het kruis wordt gesierd met een heraldische leeuw, die een zwaard voert. Dit zwaard was in de originele kerk westwaarts, tegen Frankrijk gericht, en na de herplaatsing oostwaarts.
  - De evangelisch-gereformeerde Johanneskerk is niet naar een Bijbelse figuur, maar naar Johannes Calvijn, de 16e-eeuwse reformator genoemd. In 1750 kreeg een calvinistische legerofficier van de graaf, een hugenoot, toestemming voor de bouw, die in 1758 voltooid was. In 1953 werd de kerk herbouwd.
- Onder andere vanuit Winzeln en Gersbach: Talrijke fiets- en vooral wandelmogelijkheden. o.a. naar de spectaculaire rotsformatie Hexenklamm, enkele kilometers ten westen van Winzeln. Zie ook: Paltserwoud. Op de gemeentelijke webpagina's over de Ortsbezirke staan verwijzingen naar wandel- en fietsroutes in diverse moeilijkheidsgraden.

## Geboren
- Johann Michael Petzinger (1763-1833), kunstschilder / architect
- Jacob Rauscher (1771-1834), Nederlands componist en musicus van Duitse afkomst
- Heinrich Bürkel (1802-1869), kunstschilder, die genrestukken in de stijl der Romantiek maakte
- Godfrey Weitzel, geboren als Gottfried Weitzel (Winzeln, 1 november 1835 – Philadelphia, 19 maart 1884), generaal van Beierse afkomst die aan de kant der Noordelijken vocht in de Amerikaanse Burgeroorlog.
- Heinrich Schroth (1871-1945), acteur
- Hugo Ball (1886-1927), dadaïst en initiatiefnemer van Cabaret Voltaire.
- Wolfgang Unzicker (1925-2006), schaker
- Erik Durm (1992), voetballer
- Ashton Götz (1993), voetballer

## Overleden
- Lodewijk IX van Hessen-Darmstadt (1719-1790), landgraaf van Hessen-Darmstadt
- Paul Josef Nardini (1821-1862), geestelijke

## Afbeeldingen

### In de stad

Pirmasens
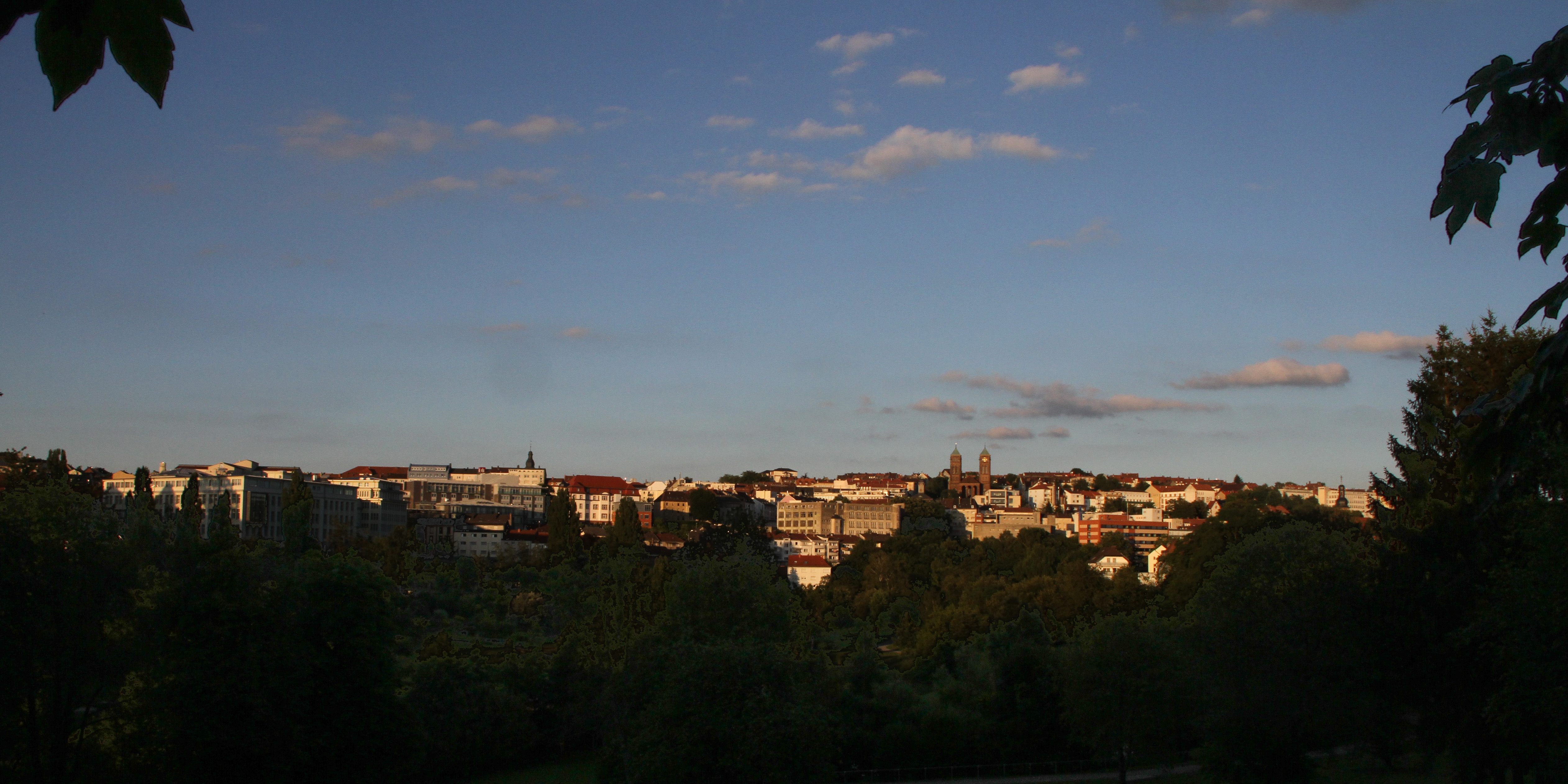
Gezicht op Pirmasens
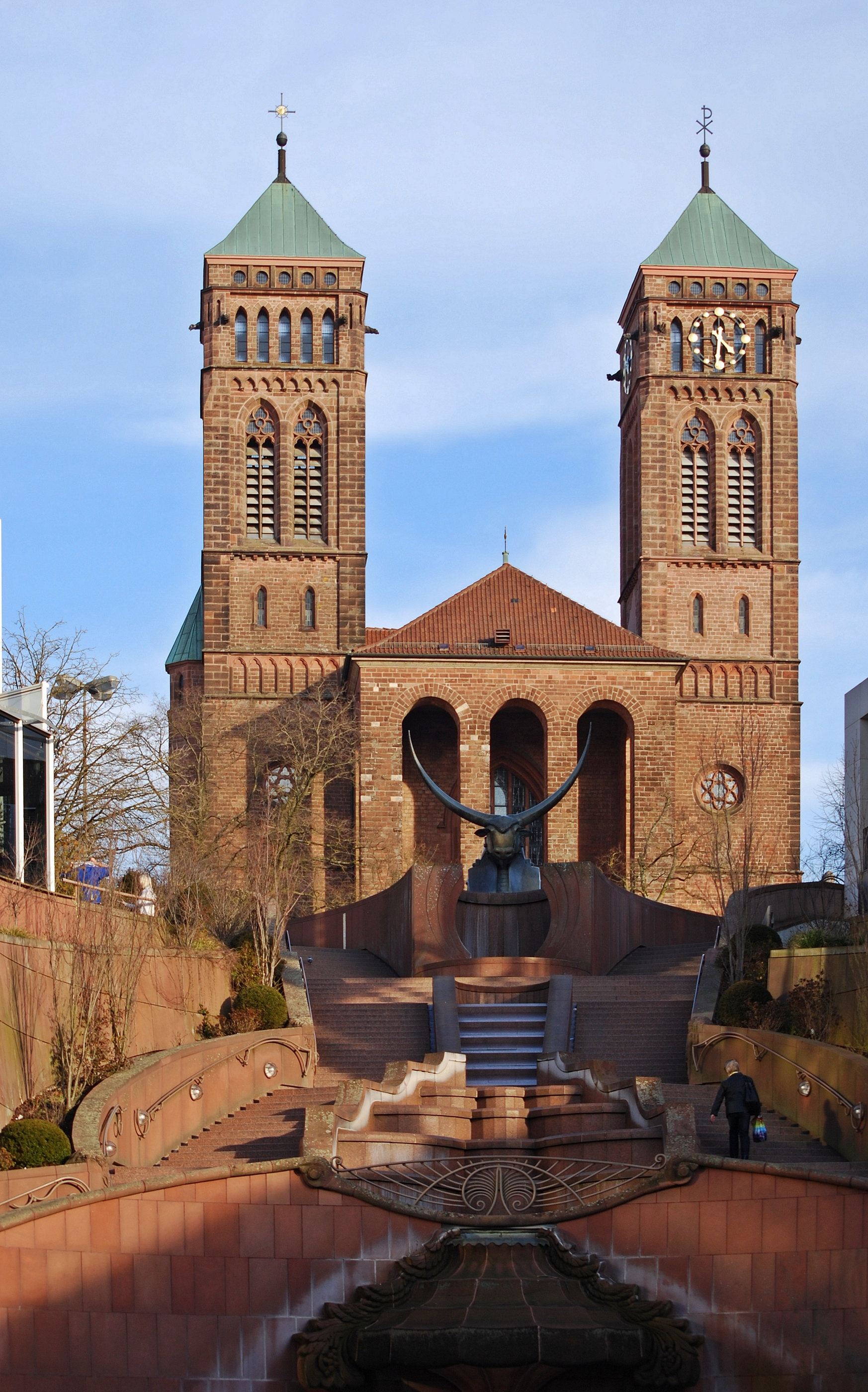
St. Pirminiuskerk met  kasteelfontein
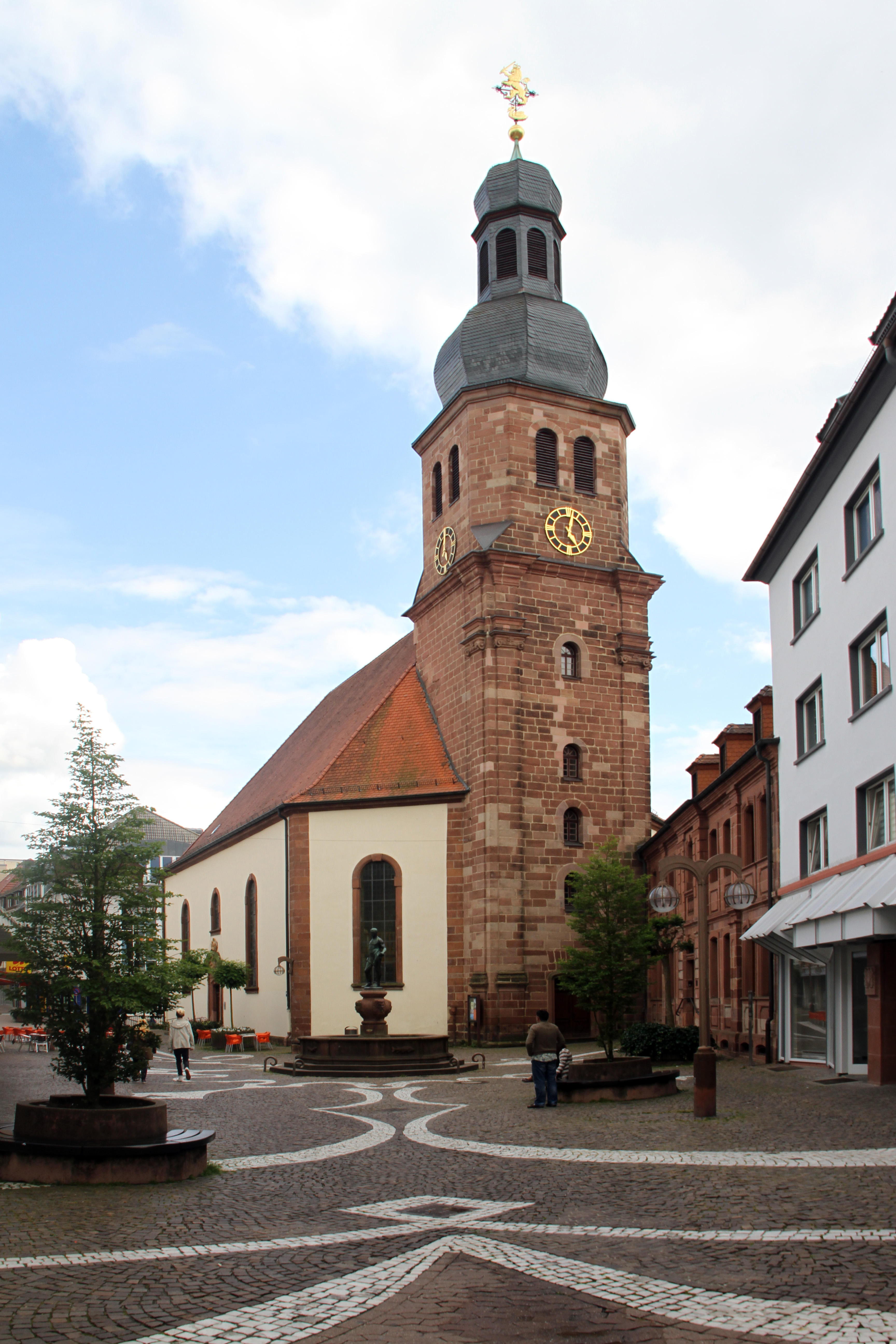
Lutherkerk
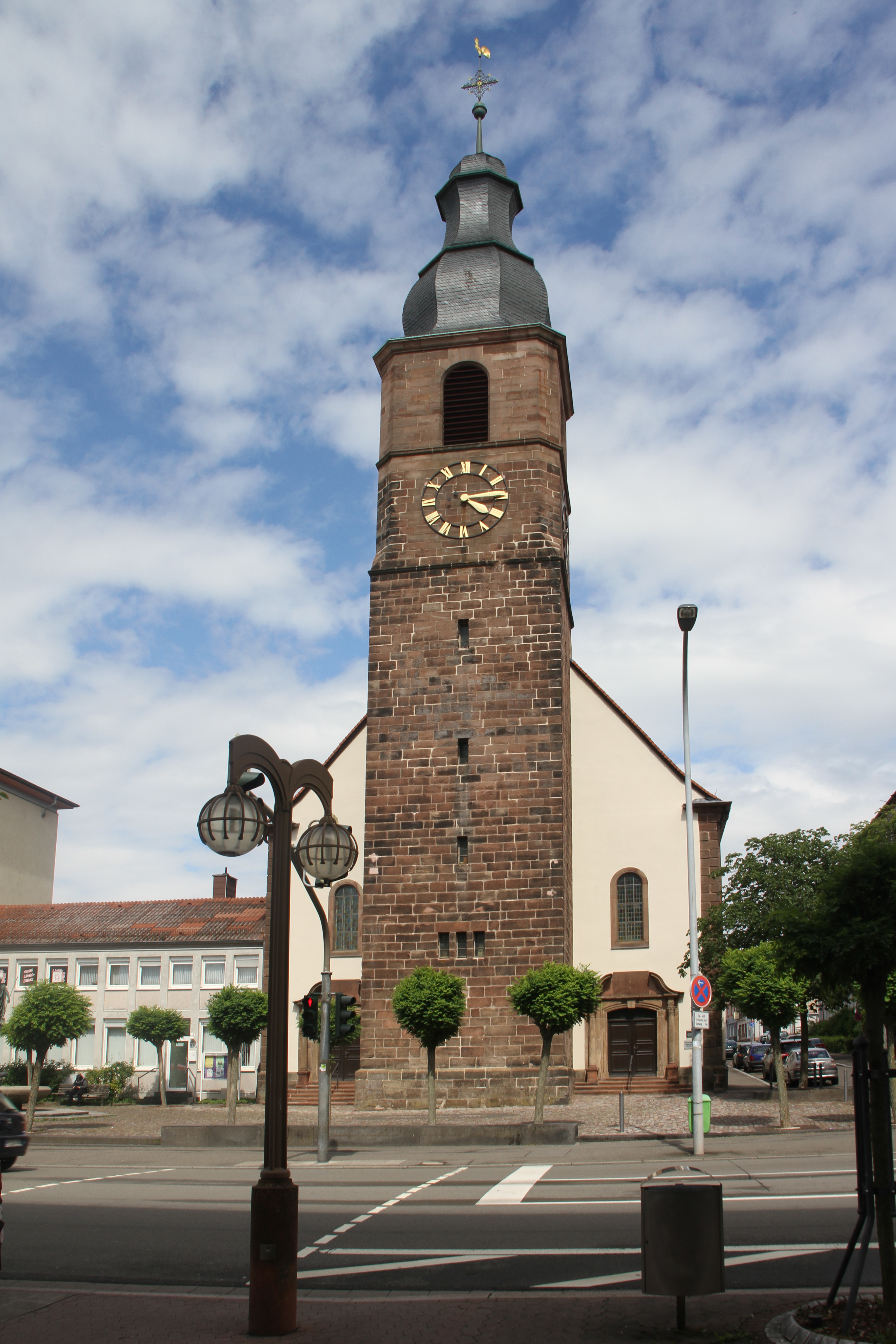
Johanneskerk
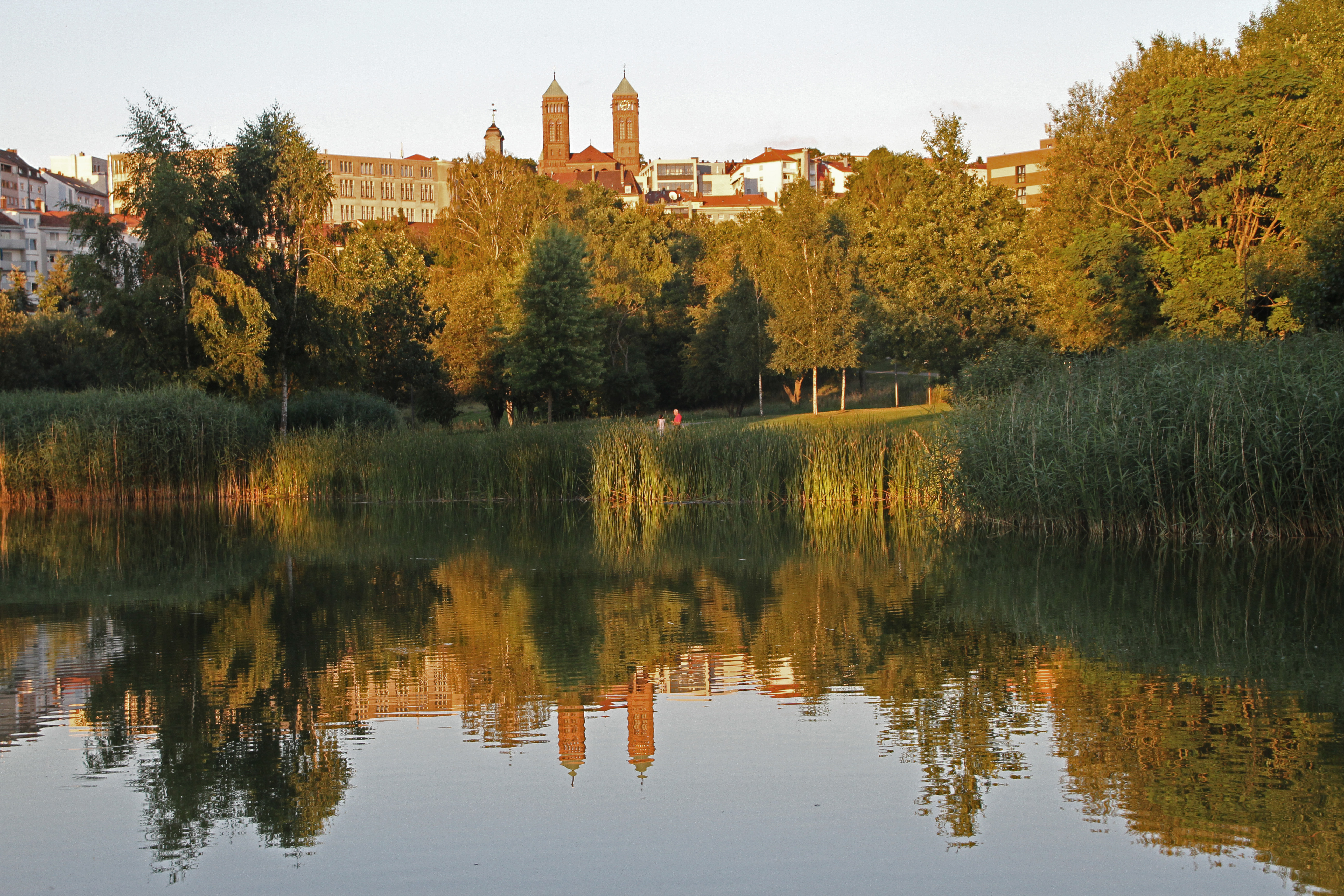
Strecktalpark
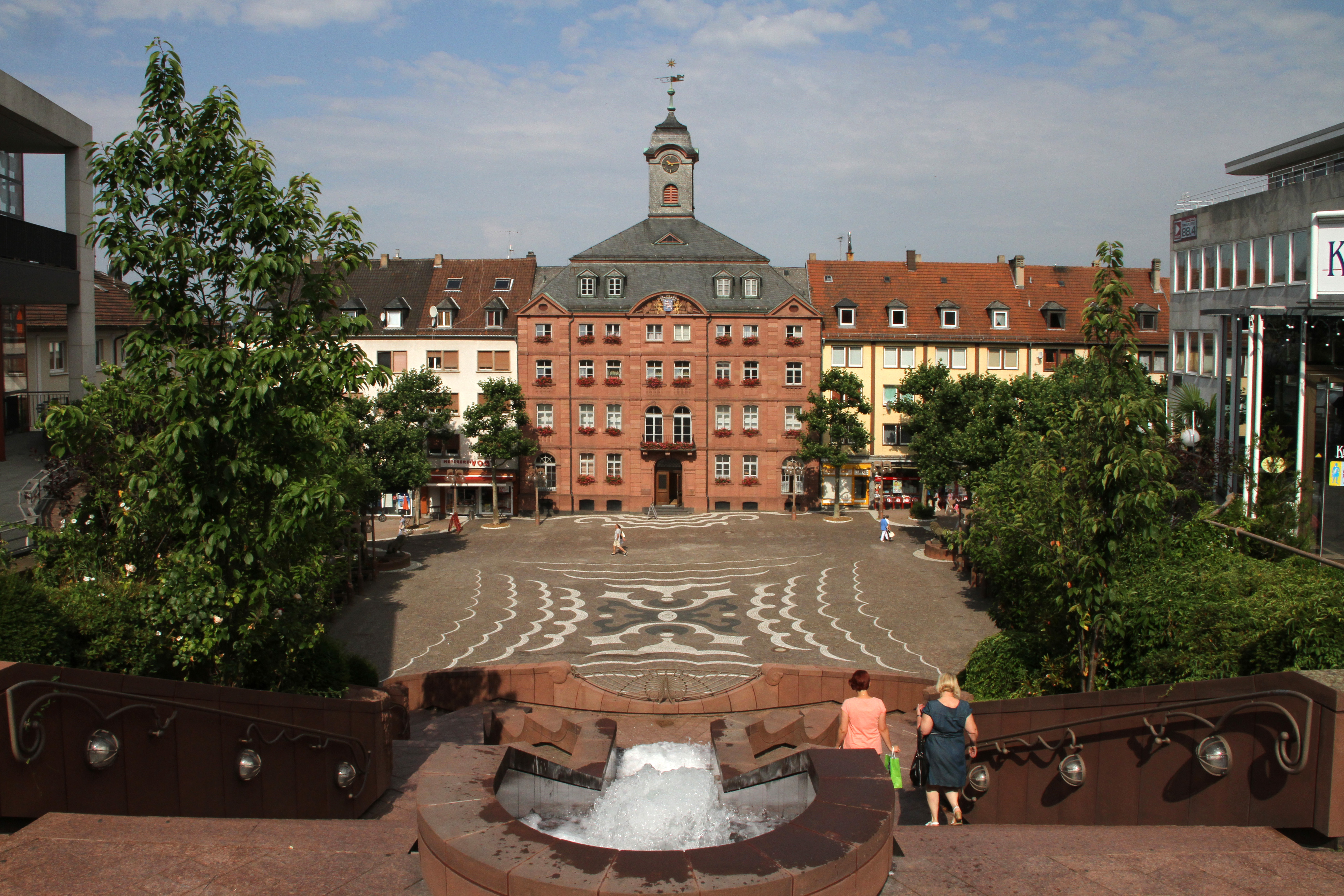
Oude raadhuis
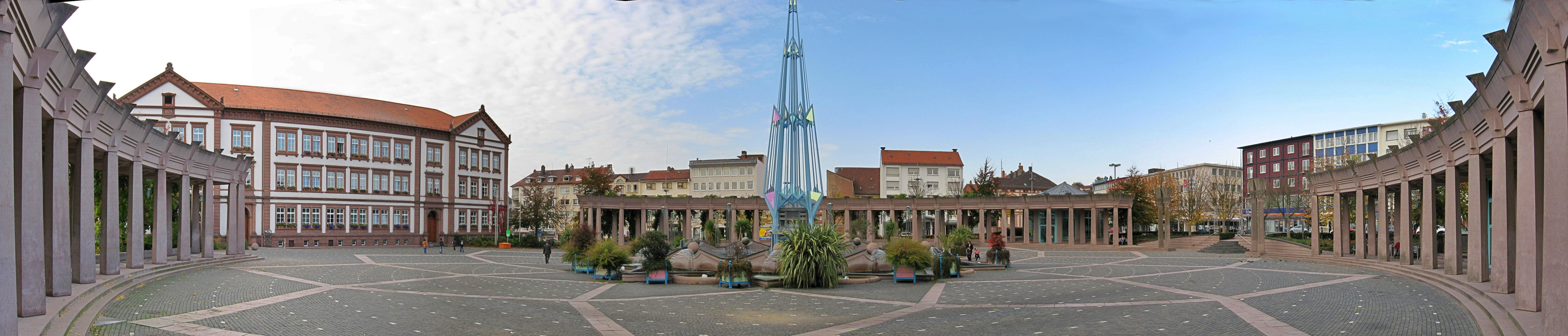
Het ronde plein Exerzierplatz vóór het Neue Rathaus (links)
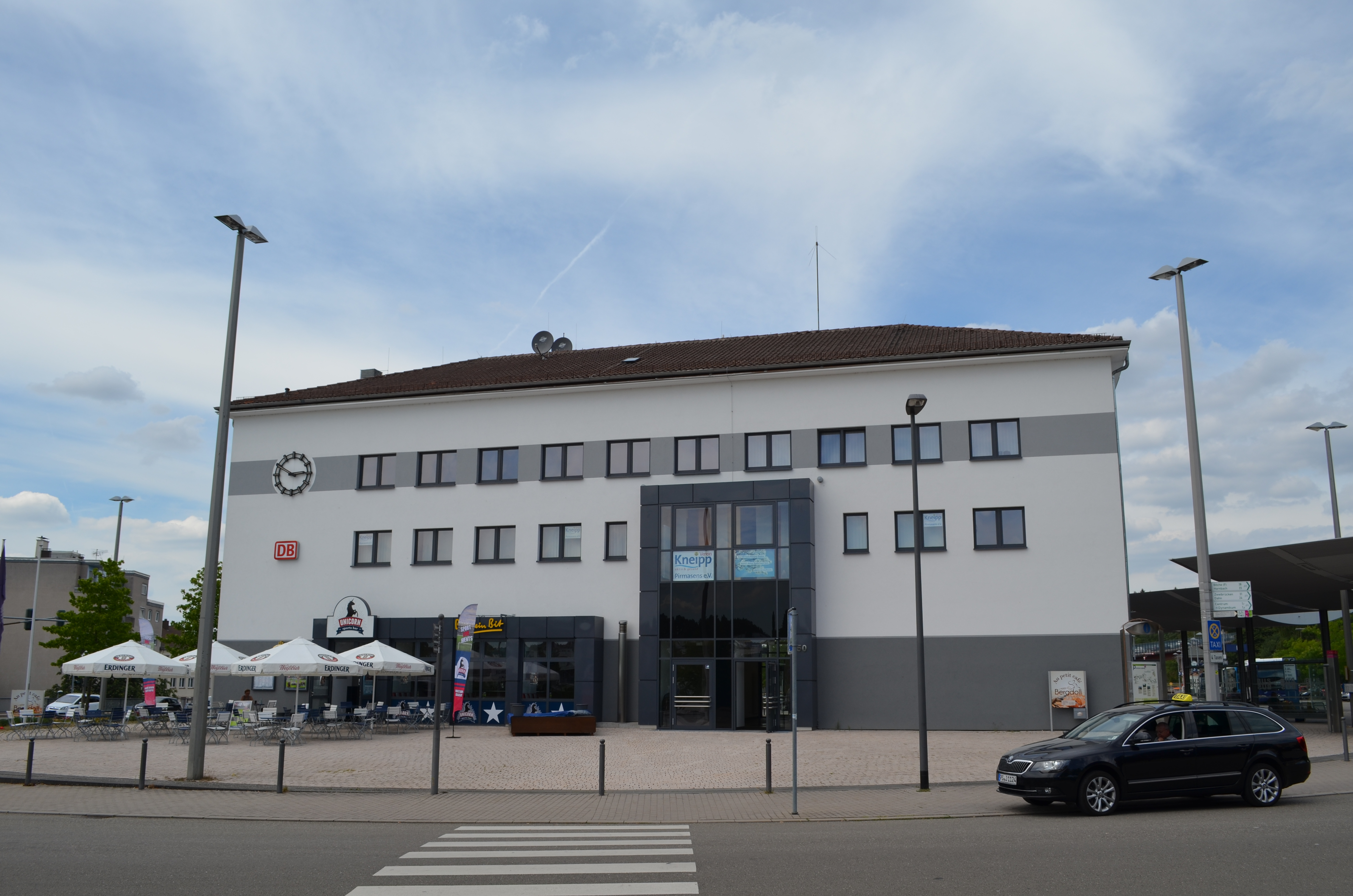
Centraal Station
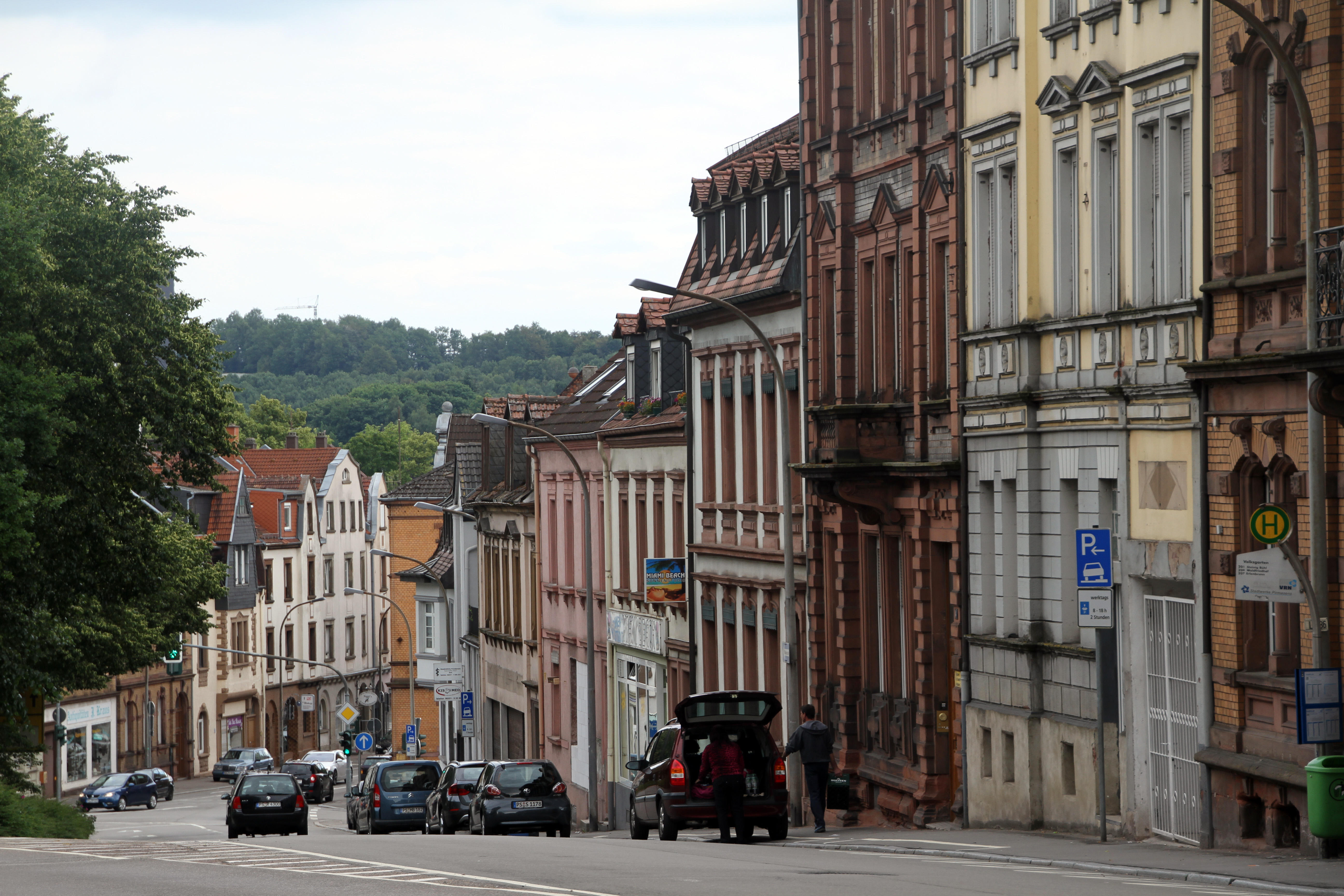
Lemberger Straße
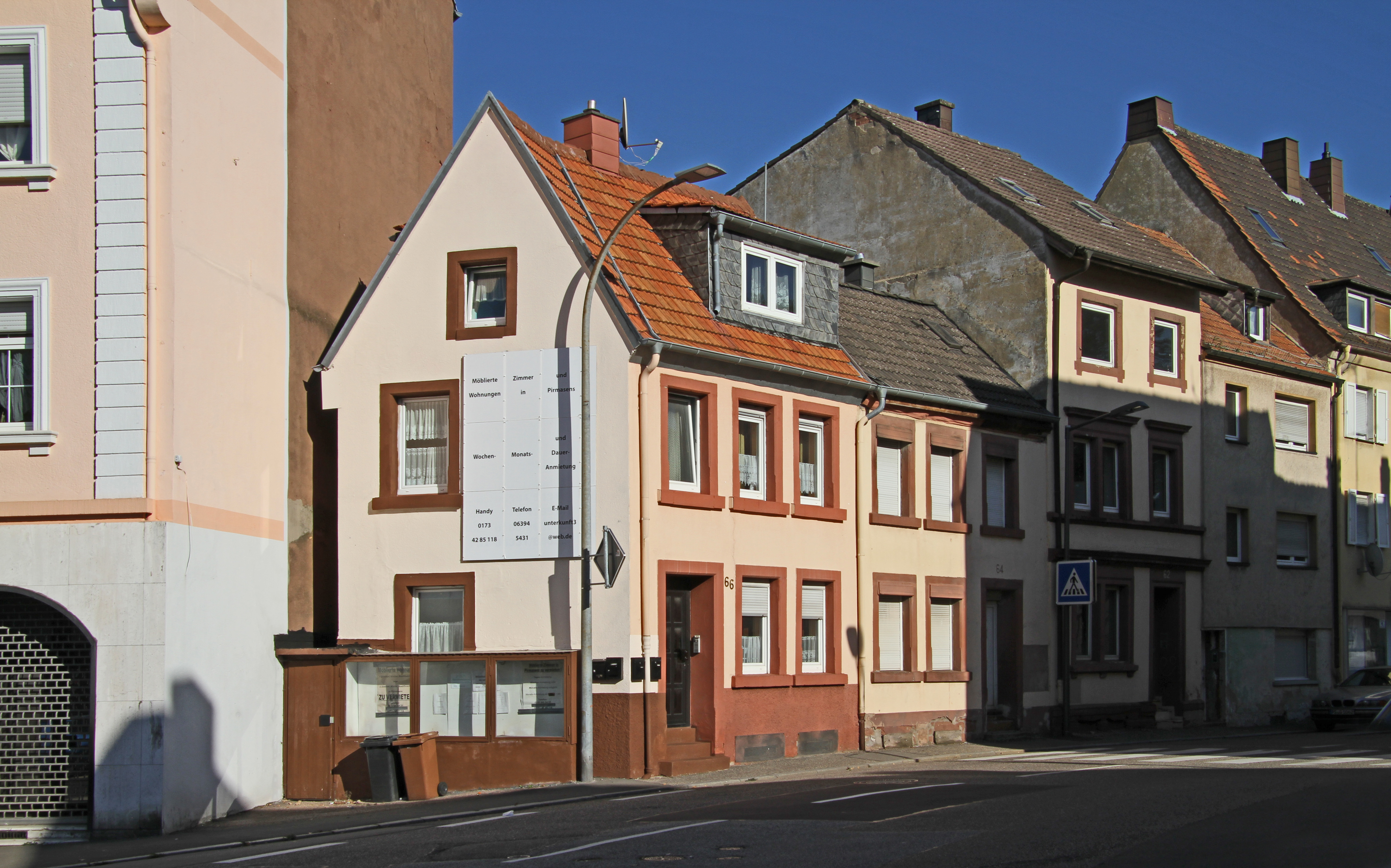
Winzler Straße
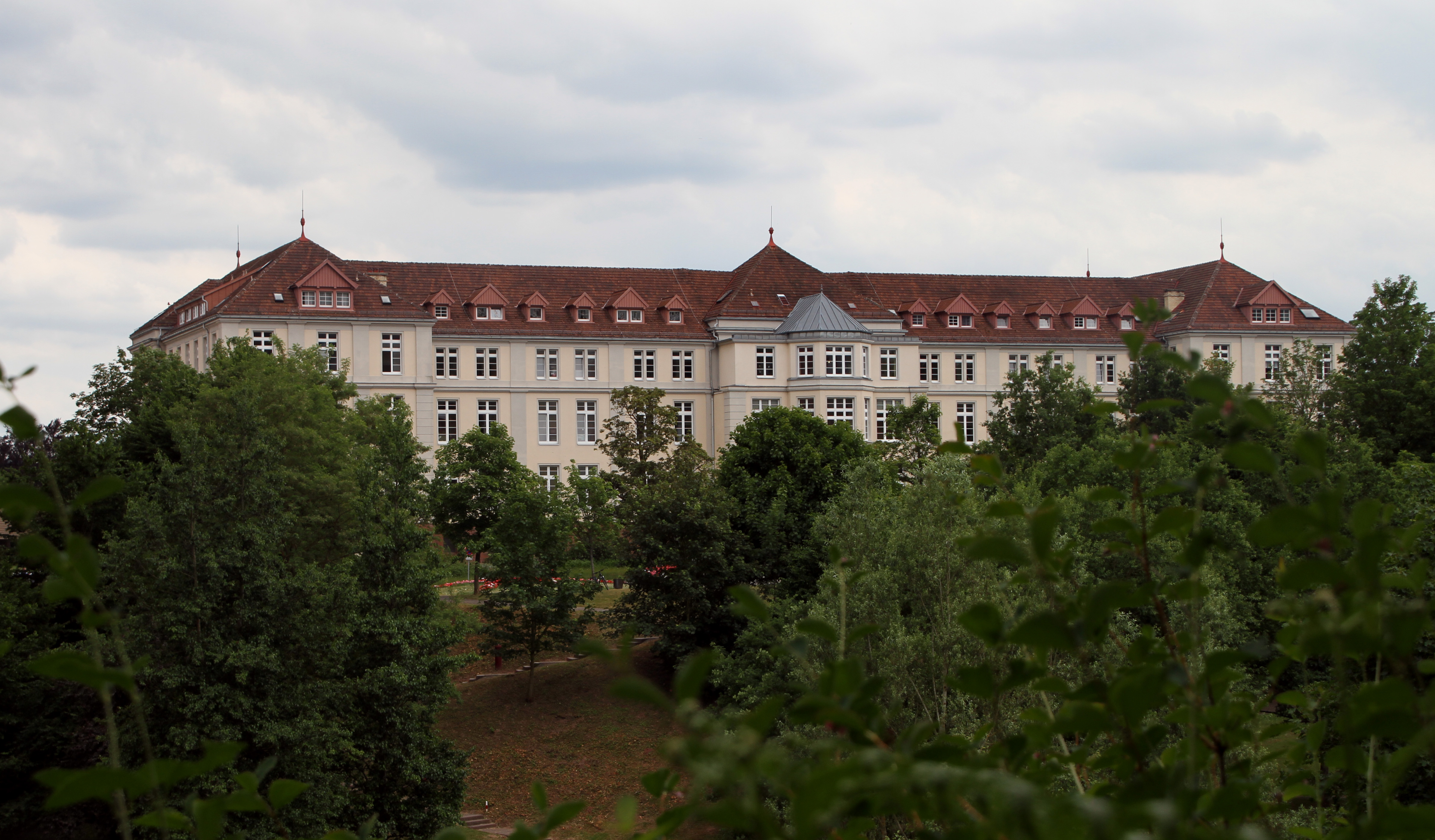
Voormalig ziekenhuis
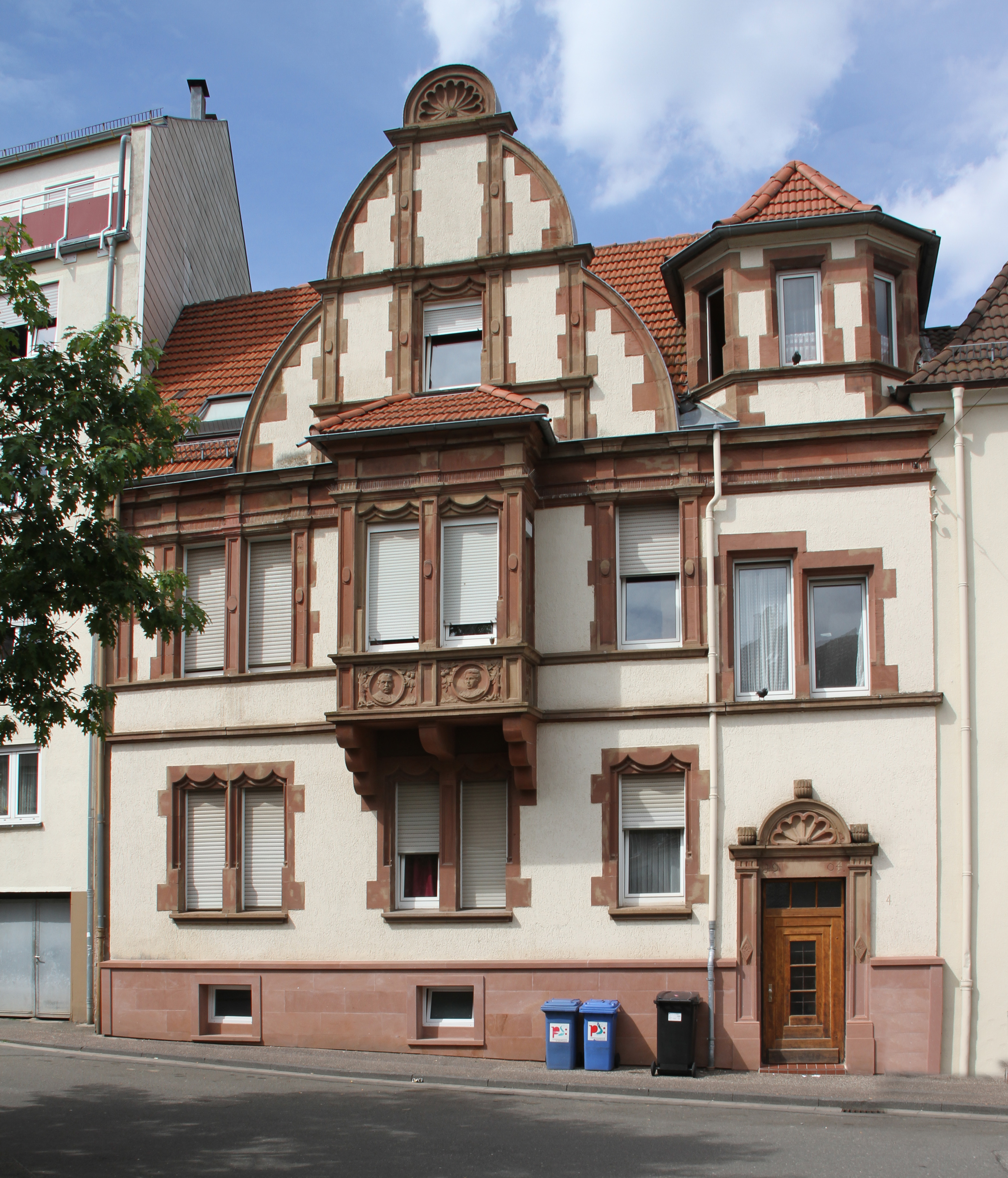
Kreuzgasse 4
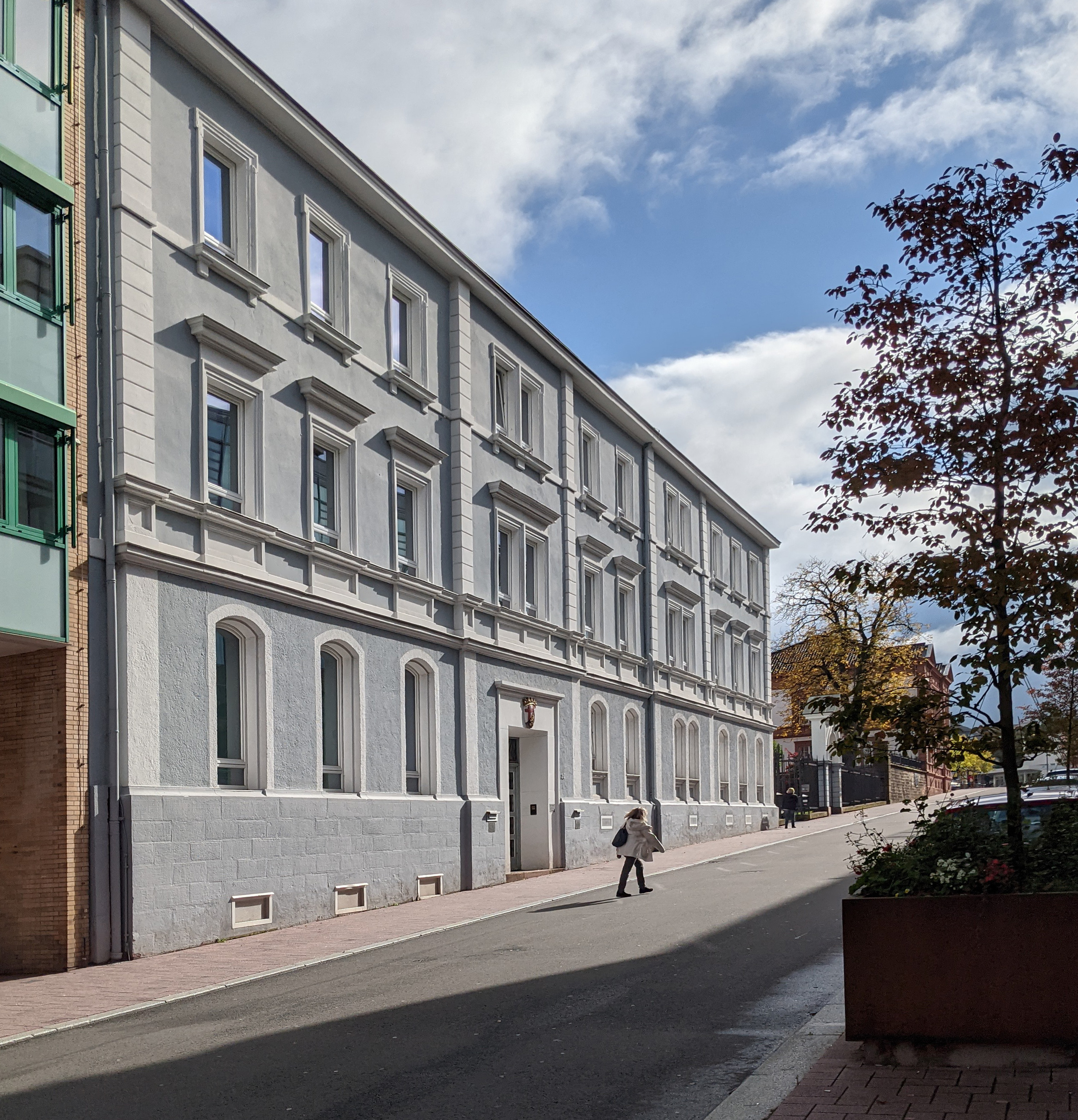
Bahnhofstraße 26

### Buiten de stad

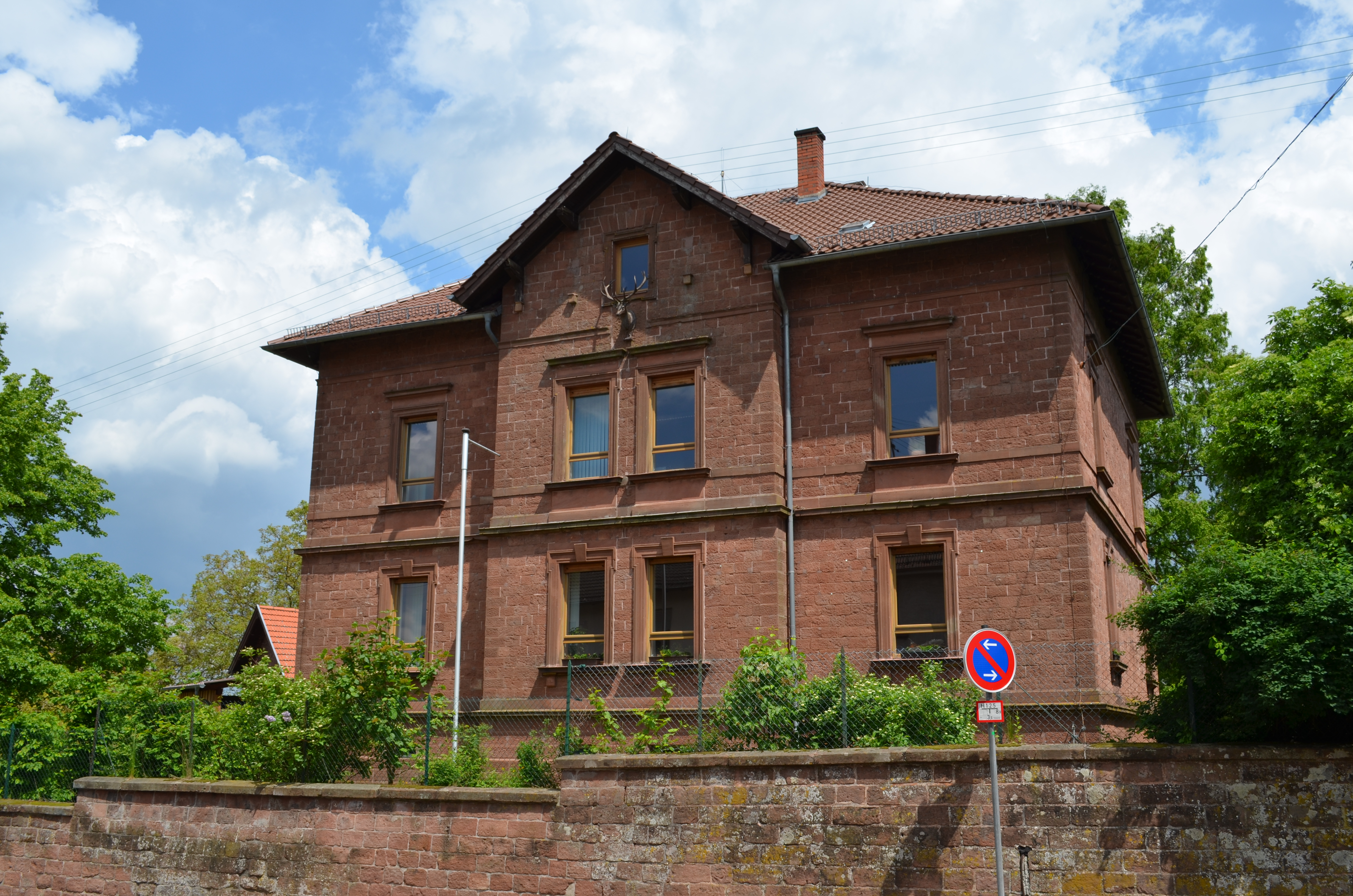
Erlenbrunn, boswachterijkantoor
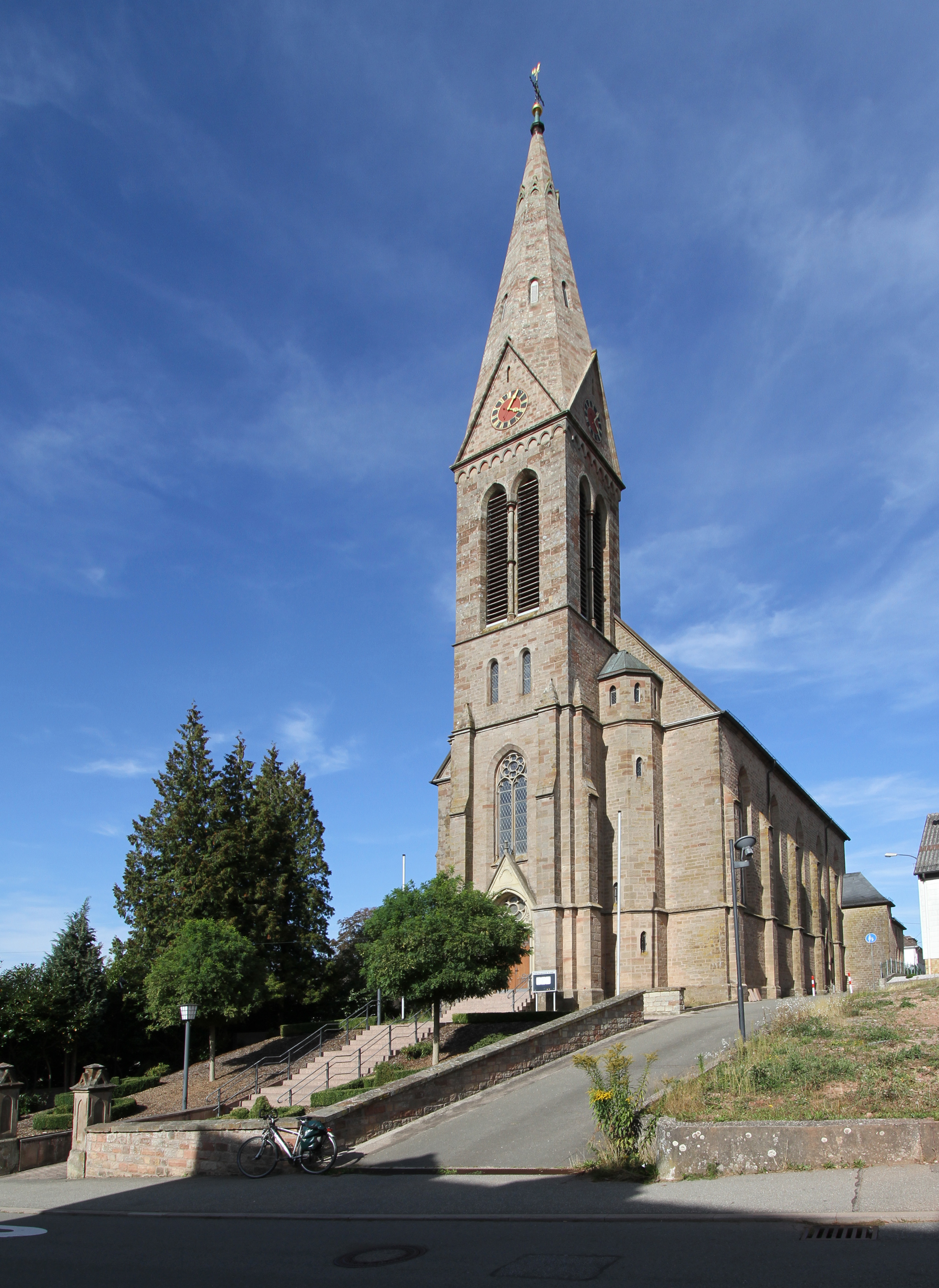
Fehrbach, Sint-Jozefkerk (1893)
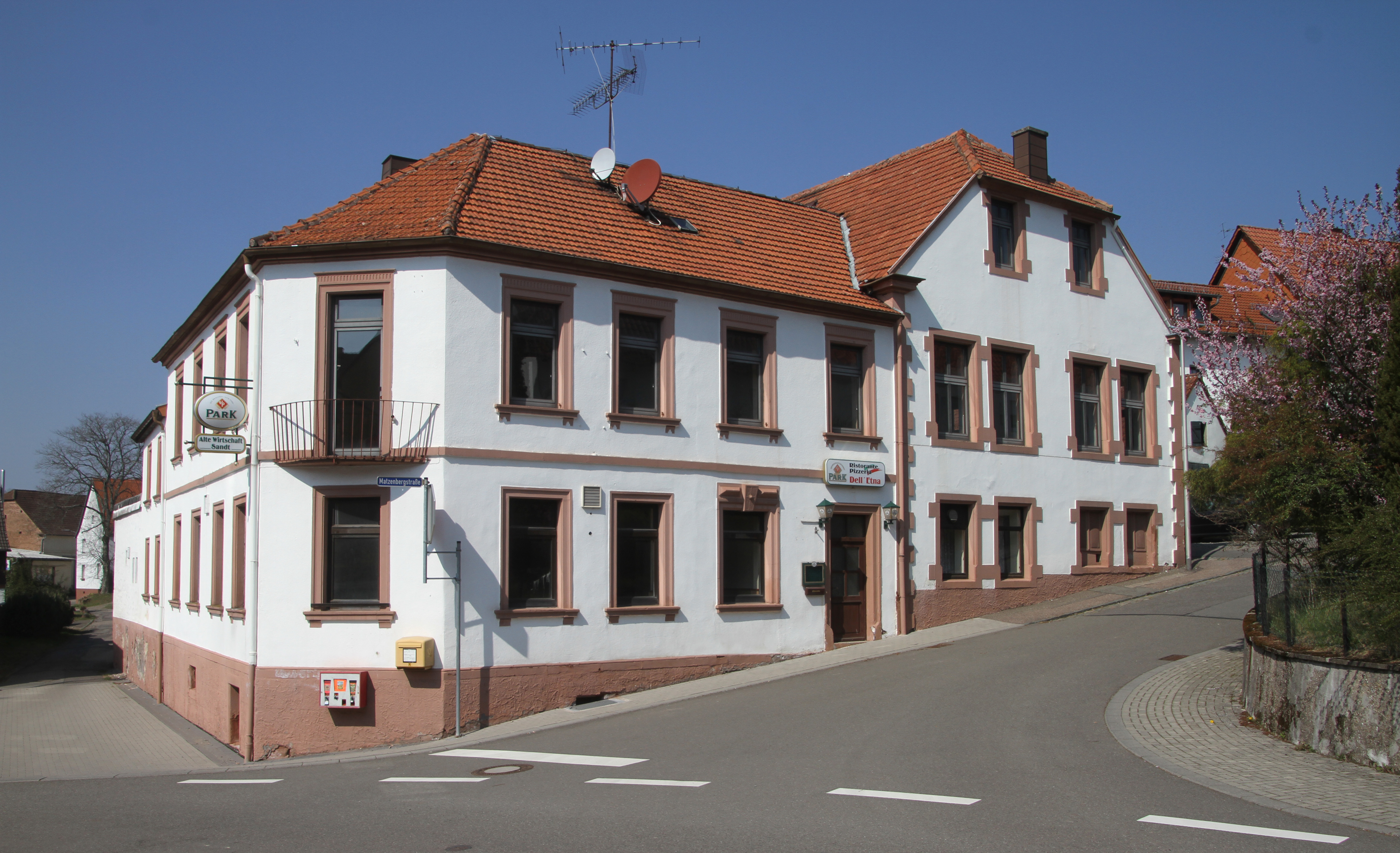
Gersbach, pand  aan de Matzenbergstraße
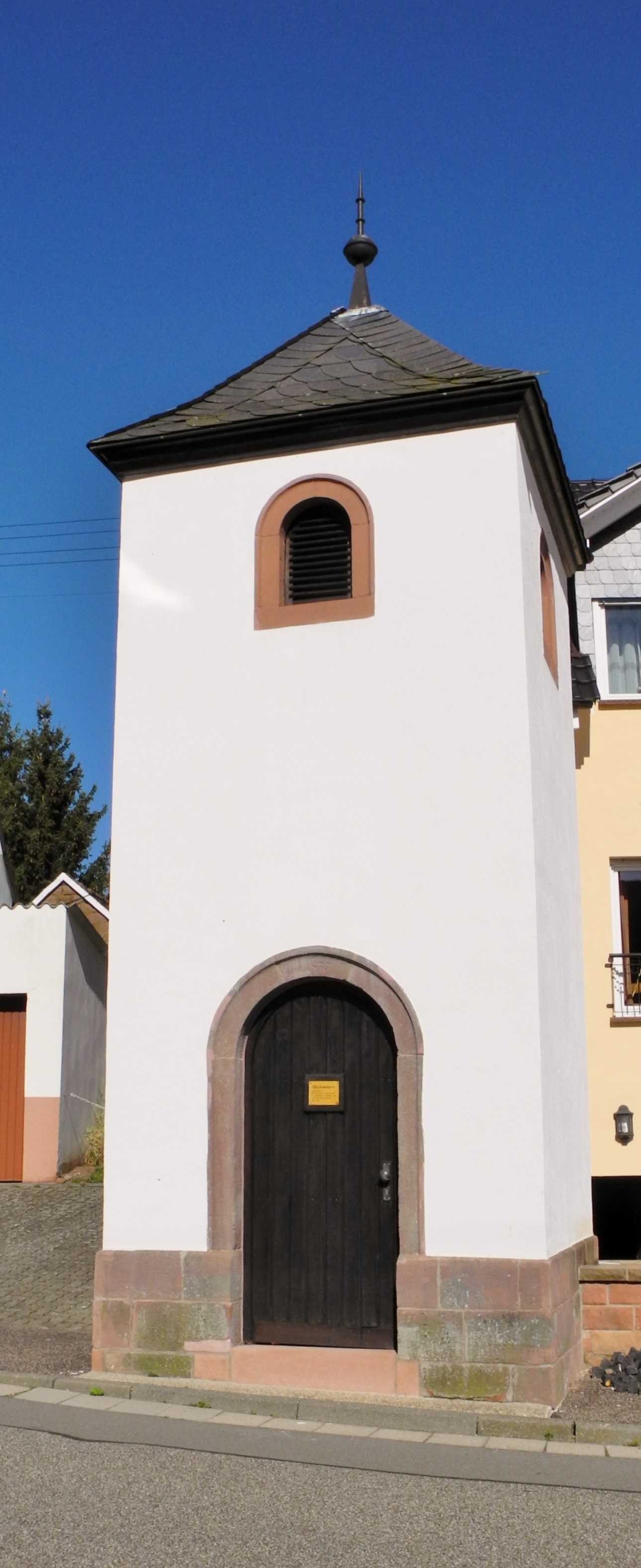
Hengsberg, klokkentoren (1875)
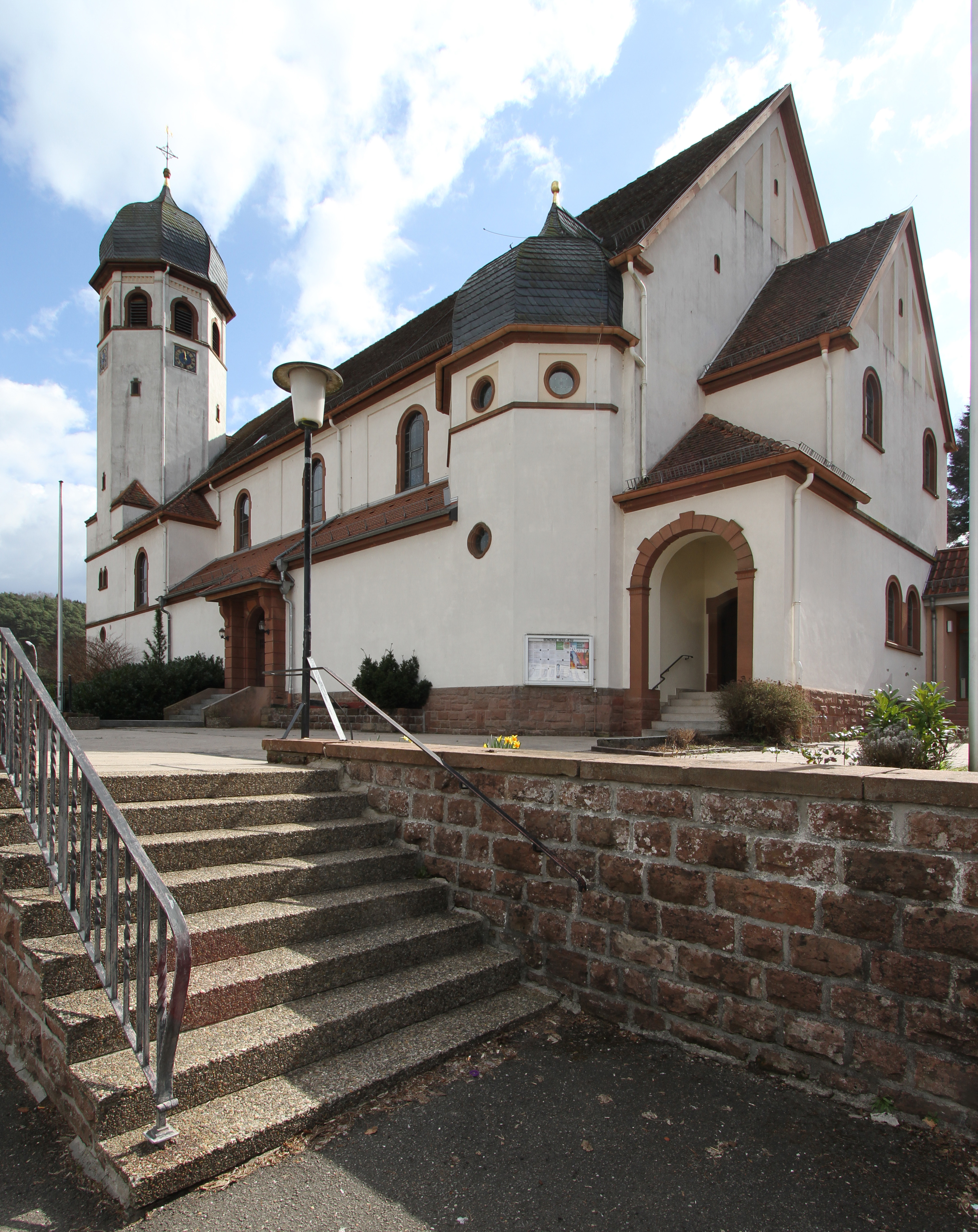
Niedersimten, R.K. Heilig-Hartkerk (voltooid in 1918)
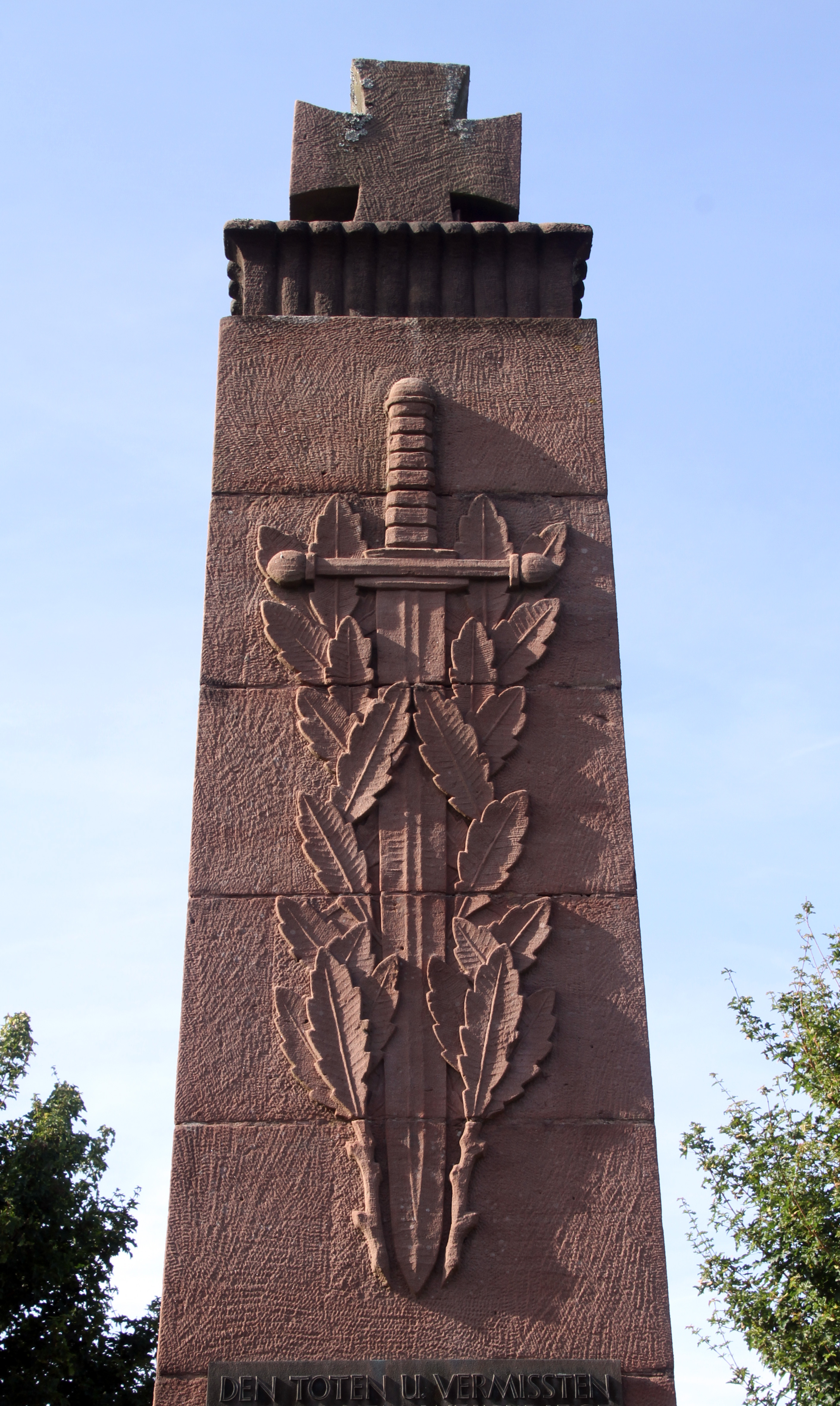
Windsberg, monument Eerste Wereldoorlog
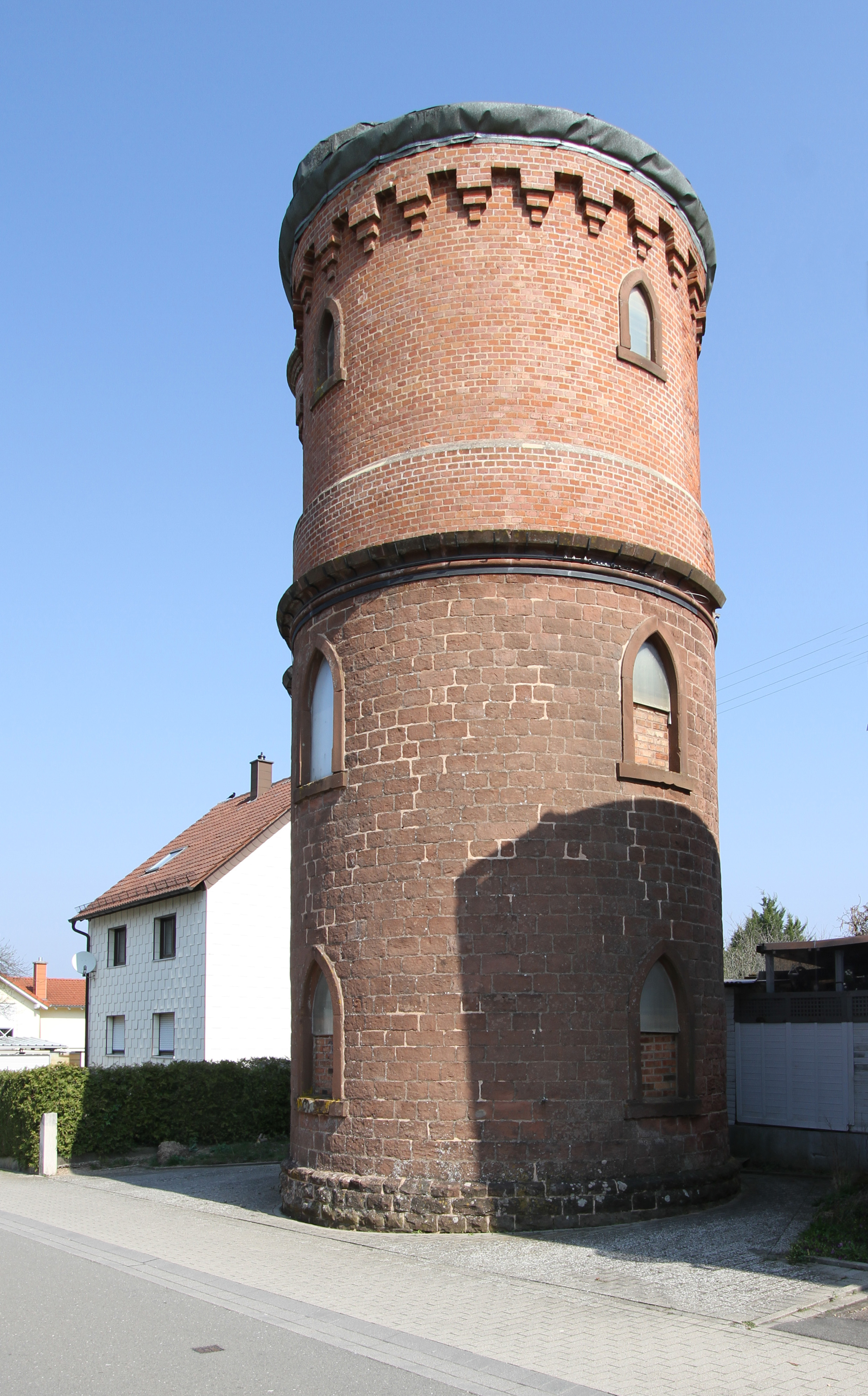
Winzeln, watertoren

## Partnergemeente
Pirmasens onderhoudt sedert 1966 een jumelage met de in Frankrijk gelegen gemeente Poissy.